# Vụ sai phạm tại Công ty cổ phần Công nghệ Việt Á
Vụ sai phạm tại Công ty cổ phần Công nghệ Việt Á, hay còn gọi ngắn gọn là vụ Việt Á hoặc đại án Việt Á, là một vụ án hình sự điển hình về "tham nhũng có hệ thống", đặc biệt nghiêm trọng về các tội: vi phạm quy định về đấu thầu gây hậu quả nghiêm trọng, vi phạm quy định về quản lý, sử dụng tài sản nhà nước gây thất thoát, lãng phí, lợi dụng chức vụ quyền hạn trong khi thi hành công vụ, đưa hối lộ và nhận hối lộ xảy ra tại Công ty Việt Á, CDC các tỉnh, Bộ Khoa học và Công nghệ, Bộ Y tế và các đơn vị, địa phương liên quan. Đây được cho là một trong những đại án lớn nhất của Việt Nam.
Tính đến tháng 5 năm 2023, đã có 30 vụ án liên quan với 107 bị can tại 25 địa phương, đơn vị, trong đó, có 3 Ủy viên Trung ương Đảng bị khởi tố, bắt tạm giam. Trong khi đó, số tiền kê biên, phong tỏa, các bị can nộp để khắc phục hậu quả đã lên tới 1.670 tỷ đồng.
Chủ tịch nước Nguyễn Xuân Phúc sau khi từ chức, trong lúc bàn giao với người kế nhiệm đã phải tuyên bố đính chính rằng là gia đình ông không có dính líu gì đến vụ tham nhũng xảy ra tại công ty Việt Á; tuy nhiên, nội dung này sau đó đã bị báo chí Nhà nước gỡ và không còn xuất hiện.

## Công ty Việt Á
Công ty Cổ phần Công nghệ Việt Á là một công ty cung cấp các thiết bị, hóa chất y tế của Việt Nam, có trụ sở tại Thành phố Hồ Chí Minh và 5 chi nhánh tại Cần Thơ, Bình Dương, Kon Tum... Tuy nhiên trụ sở chính không có văn phòng mà chỉ mượn chỗ để đặt bảng hiệu trong vòng 10 năm cho đến nay.
Công ty được thành lập vào năm 2007 với số vốn ban đầu là 80 triệu đồng từ 3 thành viên. Ông Phan Quốc Việt (sinh năm 1980) là người sáng lập kiêm Tổng giám đốc Công ty Cổ phần Công nghệ Việt Á. Cuối năm 2017, Việt Á Corp tăng vốn điều lệ từ 200 tỉ đồng lên 1.000 tỉ đồng, mặc dù trước năm 2017, công ty này chỉ thu nhập vài chục tỉ đồng và thường báo lỗ. Trải qua 6 lần tăng vốn điều lệ, tỉ lệ góp vốn của 3 cổ đông sáng lập vào Công ty Việt Á không biến động, vẫn nắm giữ khoảng 20%. Mặc dù sau thời gian dài điều khoản của 80% cổ phần còn lại (ước khoảng 800 tỷ) vẫn chưa được công bố thuộc về ai.

## Tiếp sức của truyền thông
Sản phẩm của Việt Á đã được sự tiếp sức, tâng bốc của một số cơ quan truyền thông, cơ quan nhà nước trước khi sự việc được phanh phui. Cụ thể như sau:
- Ngày 5 tháng 3 năm 2020, trên báo Quân đội nhân dân, có bài viết "Khẳng định tài năng, trách nhiệm của các nhà khoa học quân đội" với đoạn [14]:Đặc biệt, đối tác là Công ty Cổ phần công nghệ Việt Á đã cùng tham gia nghiên cứu, trao đổi, thảo luận và ngay lập tức bắt tay vào sản xuất để có sản phẩm chống dịch COVID-19 đúng theo tiến độ.
- Ngày 6 tháng 3 năm 2020, bài viết "Chuyện chưa kể sản xuất bộ kit phát hiện COVID-19 made in Việt Nam" được đăng trên báo Giao thông.[15] Bài báo có đoạn:Nhận định về năng lực của Việt Á, GS.TS. Lê Bách Quang, Chủ tịch Hội đồng Giáo sư cơ sở Viện Sốt rét - Ký sinh trùng - Côn trùng Trung ương, cho hay: "Việt Á hiện đang chiếm tới 70% thị trường sản phẩm bộ kit thử nghiệm các tác nhân gây bệnh tại Việt Nam. Đây cũng là đơn vị đầu tiên trong nước xuất khẩu bộ kit thử ra nhiều nước trong khu vực".
- Ngày 21 tháng 4 năm 2020, trên báo điện tử Chính Phủ, có đăng đoạn [16]Bộ Y tế và Chăm sóc xã hội Anh đã cấp giấy chứng nhận đạt tiêu chuẩn châu Âu (CE) và cấp giấy chứng nhận lưu hành tự do (CFS) cho bộ sản phẩm xét nghiệm COVID-19 do Bộ KH&CN giao Học viện Quân y và Công ty Việt Á phối hợp nghiên cứu, sản xuất.
- Ngày 21 tháng 4 năm 2020, báo Quân đội nhân dân có đăng bài "Bộ xét nghiệm Covid-19 của Việt Nam đạt tiêu chuẩn châu Âu", trong đó có đoạn[17]:Công ty Cổ phần Công nghệ Việt Á cho biết, Bộ Y tế và Chăm sóc xã hội Anh đã cấp giấy chứng nhận đạt tiêu chuẩn châu Âu (CE) và cấp giấy chứng nhận lưu hành tự do (CFS) cho bộ sản phẩm xét nghiệm Covid-19 do Bộ Khoa học và Công nghệ (KH&CN) giao Học viện Quân y và Công ty Cổ phần Công nghệ Việt Á phối hợp nghiên cứu, sản xuất. Anh chính thức rời EU vào ngày 31-1-2020, nhưng Luật Dược phẩm của EU vẫn được áp dụng cho Anh đến hết 31-12-2020. Theo quy định của EU, bất kỳ thành viên nào của liên minh này cấp CE thì cũng được lưu hành toàn châu Âu.
- Ngày 25 tháng 6 năm 2020, bài viết "Công trình Bộ sinh phẩm real-time RT-PCR được vinh danh tại Giải thưởng Bảo Sơn" đăng trên báo Nhân Dân[18]. Bài viết có đoạn:Công trình Nghiên cứu chế tạo bộ sinh phẩm real-time RT-PCR phát hiện SARS-CoV-2 gây dịch Covid-19 do Học viện Quân y (đơn vị nghiên cứu) và công ty Cổ phần Công nghệ Việt Á (đơn vị sản xuất) phối hợp thực hiện. Công trình được nghiên cứu chỉ trong một tháng với mục tiêu chế tạo được bộ sinh phẩm xét nghiệm giúp phát hiện nhanh, chính xác SARS-CoV-2, bảo đảm phát hiện, cách ly, theo dõi, quản lý điều trị hiệu quả cũng như chủ động trong công tác dự phòng, kiểm soát dịch bệnh Covid-19.
- Ngày 24 tháng 8 năm 2020, bài viết "Gác lại công việc hàng ngày, toàn tâm toàn ý với nghiên cứu" trên trang thông tin của Mặt trận Tổ quốc Việt Nam, có đăng chia sẻ của thương tá Hồ Anh Sơn[19]:Thượng tá, PGS.TS Hồ Anh Sơn, Phó Giám đốc Viện Nghiên cứu Y dược học Quân sự, Học viện Quân y: Một tháng "ăn ngủ cùng Corona" tại phòng thí nghiệm Thượng tá Hồ Anh Sơn chia sẻ, khi bước vào năm 2020, một năm với rất nhiều ngày kỷ niệm lớn của đất nước, lại khởi đầu bằng thách thức đại dịch Covid-19. Cùng với cả nước những nhà khoa học mặc áo lính của học viên Quân y đã tham gia chống dịch với quyết tâm cao nhất theo chỉ đạo của Đảng, Nhà nước với tinh thần "Chống dịch như chống giặc" của Thủ tướng Chính phủ. Với tinh thần đó, coi Covid-19 là kẻ thù của nhân dân, nhóm nghiên cứu của Học viện Quân y cùng các đồng nghiệp tại Công ty cổ phần Công nghệ Việt Á đã lao vào nhiệm vụ nghiên cứu, chế tạo thành công bộ kit phát hiện vius SARS-CoV-2 trong vòng một tháng kể từ khi nhận nhiệm vụ.

Theo thông tin trên trang web của công ty Việt Á, công ty đã nhận được những giải thưởng sau:
- Giải thưởng Techmart Quốc tế Việt Nam của Bộ Khoa học và Công nghệ.
- Giải thưởng Bảo Sơn về nghiên cứu và sản xuất bộ sinh phẩm real-time RT-PCR phát hiện virus SARS-CoV-2 gây dịch Covid-19.
- Chứng nhận của Ủy ban Trung ương Mặt trận Tổ quốc Việt Nam vinh danh trong Sách vàng Sáng tạo Việt Nam 2020 về nghiên cứu và sản xuất bộ sinh phẩm real-time RT-PCR phát hiện virus SARS-CoV-2 gây dịch Covid-19.
- Bằng khen của Bộ trưởng Bộ Giáo dục và Đào tạo về nghiên cứu và sản xuất bộ sinh phẩm real-time RT-PCR phát hiện virus SARS-CoV-2 gây dịch Covid-19.
- Bằng khen của Bộ trưởng Bộ Khoa học và Công nghệ về nghiên cứu và sản xuất bộ sinh phẩm real-time RT-PCR phát hiện virus SARS-CoV-2 gây dịch Covid-19.
- Huân chương Lao động Hạng ba về thành tích xuất sắc trong việc nghiên cứu, chế tạo và ứng dụng bộ sinh phẩm real-time RT-PCR phát hiện virus SARS-CoV-2 gây dịch Covid-19 (đã bị thu hồi).

## Vi phạm
Ngày 18 tháng 12 năm 2021, ông Phan Quốc Việt, Tổng giám đốc công ty cổ phần Công nghệ Việt Á đã bị bắt để điều tra về hành vi nâng khống giá kit test COVID-19, chi tiền hối lộ cho lãnh đạo Bệnh viện, CDC các tỉnh thành để bán kit với giá cao hơn so với giá thành sản xuất. Cùng bị tạm giam là Phạm Duy Tuyến (Giám đốc Trung tâm kiểm soát bệnh tật tỉnh Hải Dương – CDC Hải Dương). Cả hai cùng 5 bị can khác bị cáo buộc đã vi phạm Luật đấu thầu gây thiệt hại tài sản Nhà nước ước tính khoảng 30 tỉ đồng.
Trước đó vào tháng 4 năm 2020, Bộ Y tế Việt Nam, Bộ Khoa học và Công nghệ Việt Nam đưa tin loại kit test trên đã được WHO chấp thuận và Bộ Y tế Anh cấp chứng nhận đạt chuẩn châu Âu. Tuy nhiên thực tế WHO không chấp nhận loại kit này. Trên trang thông tin chính thức Bộ Y tế và Chăm sóc Sức khỏe Anh, bộ xét nghiệm của Việt Á không có tên trong danh sách đạt chuẩn Anh và được phép lưu hành trên thị trường Anh. Cũng trong thời gian trên, Bộ Y tế Việt Nam với tư cách bộ quản lý chuyên ngành đã cấp phép đăng ký lưu hành cho sản phẩm kit xét nghiệm COVID-19 của Việt Á và gửi văn bản thông báo giá là 470.000 đồng/kit tới các địa phương theo chỉ đạo của ông Nguyễn Thanh Long, Bộ trưởng Bộ Y tế, mặc dù giá kit test chưa được Hội đồng thẩm định thông qua.
Bộ Khoa học và Công nghệ sau đó vào ngày 27 tháng 12 năm 2021 phát đi văn bản cho rằng thông tin sai sự thực về kit xét nghiệm của Việt Á là "trên cơ sở tổng hợp nguồn tin từ các cơ quan báo chí chính thống", nhưng chính Bộ này trước đó đã gửi thông tin chính thức đến các cơ quan báo chí khẳng định việc "bộ kit xét nghiệm COVID-19 của Việt Nam sản xuất vừa được Tổ chức Y tế thế giới (WHO) chấp thuận". Cùng ngày, tại Hội nghị Đoàn Chủ tịch lần thứ 11 (khóa IX), nhiều Ủy viên Đoàn Chủ tịch Ủy ban Trung ương Mặt trận Tổ quốc Việt Nam đã đề nghị làm rõ trách nhiệm của Bộ Y tế và Bộ Khoa học và Công nghệ.
Theo thông tin từ Tổng cục Hải quan phát đi vào tối 20 tháng 1 năm 2022, từ tháng 9 đến tháng 12-2021, công ty Việt Á nhập khẩu 3 triệu que test nhanh kháng nguyên virus SARS-CoV-2 từ Trung Quốc với giá khai báo 0,955 USD/test (khoảng 21.560 đồng/test), tổng trị giá là 64,68 tỉ đồng. Ngoài ra công ty còn nhập khẩu hóa chất, chất thử, chất chuẩn, dụng cụ, máy móc, thiết bị các loại với tổng giá trị nhập khẩu trong 5 năm 2017-2021 là 286 tỉ đồng.

## Điều tra và khởi tố
Ngày 31 tháng 12 năm 2021, khi có căn cứ xác định dấu hiệu sai phạm trong việc quản lý, nghiên cứu, chuyển giao Đề tài khoa học về sản phẩm kit xét nghiệm COVID-19 tại Bộ Khoa học và Công nghệ và trong việc cấp phép đăng ký lưu hành tạm thời, cấp phép đăng ký lưu hành chính thức sản phẩm kit xét nghiệm COVID-19, việc hiệp thương giá sản phẩm kit xét nghiệm COVID-19 với Công ty Việt Á tại Bộ Y tế, Bộ Công an đã khởi tố 11 viên chức của Bộ Khoa học và Công nghệ và Bộ Y tế. Ngoài ra, các viên chức của CDC Nghệ An, CDC Bình Dương, và hàng loạt tỉnh khác cũng bị khởi tố về tội "Vi phạm quy định về đấu thầu gây hậu quả nghiêm trọng". Vụ việc được cho có liên quan đến 62/63 tỉnh, thành tại Việt Nam.
Ngày 7 tháng 1 năm 2022, Tô Ân Xô, người phát ngôn Bộ Công an cho biết 19 bị can đã bị khỏi tố về các tội "vi phạm quy định về đấu thầu gây hậu quả nghiêm trọng"; "đưa hối lộ, nhận hối lộ"; "lợi dụng chức vụ, quyền hạn trong khi thi hành công vụ". Cơ quan điều tra đã kê biên 28 bất động sản, phong tỏa tài khoản hơn 320 tỉ đồng, 100.000 USD và tạm giữ số tiền hơn 4,8 tỉ đồng do một số đối tượng có liên quan tự nguyện giao nộp.
Tính đến đầu tháng 1 năm 2023, có ít nhất khoảng 100 người đã bị khởi tố do có liên quan đến vụ Việt Á. Trong số này có tám quan chức thuộc Bộ Y tế, Bộ Khoa học và Công nghệ và hàng chục lãnh đạo, cán bộ CDC, sở y tế các tỉnh, thành phố. 1.700 tỷ đồng do các bị can trong vụ bộ xét nghiệm COVID-19 của Việt Á nộp, trả lại đang do Cơ quan Cảnh sát Điều tra tạm giữ.

### Học viện Quân y
Ngày 4 tháng 3 năm 2022, Ủy ban Kiểm tra Trung ương kết luận Ban thường vụ Đảng ủy Học viện Quân y đã vi phạm nguyên tắc tập trung dân chủ và quy chế làm việc của cấp ủy; thiếu trách nhiệm, buông lỏng lãnh đạo, giám sát để một số cán bộ, lãnh đạo Học viện vi phạm các quy định khi đề xuất, thực hiện nhiệm vụ khoa học, công nghệ cấp quốc gia, nghiên cứu chế tạo bộ sinh phẩm xét nghiệm Covid-19 và việc mua sắm vật tư, kít xét nghiệm từ Công ty cổ phần Công nghệ Việt Á. Trung tướng Nguyễn Viết Lượng, Bí thư Đảng ủy, Chính ủy; Trung tướng Đỗ Quyết, Phó Bí thư Đảng ủy, Giám đốc Học viện; Thiếu tướng Hoàng Văn Lương, Uỷ viên Ban Thường vụ Đảng ủy, Phó Giám đốc Học viện kiêm Giám đốc Viện Nghiên cứu Y Dược học Quân sự; Thượng tá Sơn, Đại tá Hiệu và lãnh đạo, cán bộ một số đơn vị thuộc Học viện cùng chịu trách nhiệm về những vi phạm, khuyết điểm của Ban Thường vụ Đảng ủy Học viện Quân y.
Ngày 8/3, Thượng tá Sơn (Phó Giám đốc Viện Nghiên cứu Y Dược học Quân sự, Chủ nhiệm đề tài nghiên cứu kit test Covid-19) bị Cơ quan Điều tra hình sự, Bộ Quốc phòng khởi tố, bắt tạm giam để điều tra dấu hiệu phạm tội Tham ô tài sản và tội Lợi dụng chức vụ, quyền hạn trong khi thi hành công vụ. Đại tá Hiệu (Trưởng phòng Trang bị, Vật tư) bị khởi tố, tạm giam về tội Vi phạm quy định về đấu thầu, gây hậu quả nghiêm trọng. Các quyết định tố tụng của cơ quan điều tra đều được Viện Kiểm sát Quân sự Trung ương phê chuẩn.
Ngày 5 tháng 4 năm 2022, Ban Bí thư quyết định thi hành kỷ luật Ban Thường vụ Đảng ủy Học viện Quân y các nhiệm kỳ 2015 - 2020, 2020 - 2025 bằng hình thức cảnh cáo; thi hành kỷ luật Trung tướng Đỗ Quyết và Thiếu tướng Hoàng Văn Lương bằng hình thức "cách chức tất cả các chức vụ trong Đảng" nhiệm kỳ 2015 - 2020, 2020 - 2025.

### Bộ Khoa học và Công nghệ
Ngày 31 tháng 12 năm 2021, Cơ quan Cảnh sát Điều tra, Bộ Công an đã khởi tố, bắt tạm giam đối với ông Trịnh Thanh Hùng, Phó Vụ trưởng Vụ Khoa học và Công nghệ các ngành kinh tế kỹ thuật, Bộ Khoa học và Công nghệ với cáo buộc có hành vi lợi dụng chức vụ quyền hạn trong khi thi hành công vụ.
Ngày 7 tháng 6 năm 2022, Cơ quan Cảnh sát điều tra, Bộ Công an ra quyết định khởi tố, tạm giam ông Chu Ngọc Anh, nguyên Bộ trưởng Bộ Khoa học và Công nghệ, ông Phạm Công Tạc (nguyên Thứ trưởng Bộ Khoa học và Công nghệ) về tội Vi phạm quy định về quản lý, sử dụng tài sản Nhà nước gây thất thoát, lãng phí.

### Bộ Y tế
Ngày 31 tháng 12 năm 2021, cơ quan Cảnh sát Điều tra, Bộ Công an đã khởi tố, bắt tạm giam đối với ông Nguyễn Minh Tuấn, cựu Vụ trưởng Vụ Trang thiết bị và Công trình y tế, Bộ Y tế; ông Nguyễn Nam Liên, Vụ trưởng Vụ Kế hoạch tài chính, Bộ Y tế và ông với cáo buộc có hành vi lợi dụng chức vụ quyền hạn trong khi thi hành công vụ.
Ngày 25 tháng 5 năm 2022, Trung tướng Tô Ân Xô, Chánh Văn phòng Bộ Công an, cho biết Cơ quan Cảnh sát Điều tra, Bộ Công an đã ra quyết định khởi tố bị can, thực hiện lệnh bắt tạm giam ông Nguyễn Huỳnh, phó Trưởng phòng Quản lý giá thuộc Cục Quản lý Dược, Bộ Y tế. Ông Huỳnh bị điều tra về tội lợi dụng chức vụ trong khi thi hành công vụ. Ngoài giữ chức Phó Trưởng phòng Quản lý giá, Cục Quản lý dược, trước đây ông Huỳnh từng là thư ký của ông Nguyễn Thanh Long (thời kỳ làm Thứ trưởng Bộ Y tế).
Ngày 7 tháng 6, Cơ quan Cảnh sát điều tra đã ra quyết định bắt tạm giam ông Nguyễn Thanh Long, cựu Bộ trưởng Bộ Y tế. Ông Long bị điều tra về tội lợi dụng chức vụ, quyền hạn trong khi thi hành công vụ.

### Danh sách khởi tố và mức án[48][49]
| STT                                            | Họ và tên              | Chức vụ trước khởi tố                                                                | Tội danh                                                                       | Số tiền nhận hối lộ theo kết luật của cơ quan điều tra |
| ---------------------------------------------- | ---------------------- | ------------------------------------------------------------------------------------ | ------------------------------------------------------------------------------ | ------------------------------------------------------ |
| 1                                              | Phan Quốc Việt         | Chủ tịch Hội đồng quản trị Tổng giám đốc Công ty Cổ phần Công nghệ Việt Á            | Đưa hối lộ Vi phạm quy định về đấu thầu gây hậu quả nghiêm trọng               |                                                        |
| 2                                              | Vũ Đình Hiệp           | Phó Tổng giám đốc Công ty Cổ phần Công nghệ Việt Á                                   | Đưa hối lộ Vi phạm quy định về đấu thầu gây hậu quả nghiêm trọng               |                                                        |
| 3                                              | Phan Tôn Noel Thảo     | Trợ lý kinh doanh Công ty Cổ phần Công nghệ Việt Á                                   | Vi phạm quy định về đấu thầu gây hậu quả nghiêm trọng                          |                                                        |
| 4                                              | Hồ Thị Thanh Thảo      | Thủ quỹ Công ty Cổ phần Công nghệ Việt Á                                             | Vi phạm quy định về đấu thầu gây hậu quả nghiêm trọng                          |                                                        |
| 5                                              | Lê Trung Nguyên        | Giám đốc vùng thuộc Công ty Cổ phần Công nghệ Việt Á                                 | Vi phạm quy định về đấu thầu gây hậu quả nghiêm trọng                          |                                                        |
| 6                                              | Trần Thị Hồng          | Nhân viên kinh doanh Công ty Cổ phần Công nghệ Việt Á                                | Vi phạm quy định về đấu thầu gây hậu quả nghiêm trọng                          |                                                        |
| 7                                              | Đinh Lê Lê Na          | Nhân viên kinh doanh Công ty Cổ phần Công nghệ Việt Á                                | Vi phạm quy định về đấu thầu gây hậu quả nghiêm trọng                          |                                                        |
| 8                                              | Nguyễn Thanh Long      | Bộ trưởng Bộ Y tế                                                                    | Lợi dụng chức vụ quyền hạn trong khi thi hành công vụ                          |                                                        |
| 9                                              | Chu Ngọc Anh           | Chủ tịch UBND thành phố Hà Nội                                                       | Vi phạm quy định về quản lý, sử dụng tài sản nhà nước gây thất thoát, lãng phí |                                                        |
| 10                                             | Nguyễn Nam Liên        | Vụ trưởng Vụ Kế hoạch - Tài chính, Bộ Y tế                                           | Lợi dụng chức vụ quyền hạn trong khi thi hành công vụ                          |                                                        |
| 11                                             | Nguyễn Minh Tuấn       | Vụ trưởng Vụ Trang thiết bị và Công trình y tế, Bộ Y tế                              | Lợi dụng chức vụ quyền hạn trong khi thi hành công vụ                          |                                                        |
| 11                                             | Trịnh Thanh Hùng       | Vụ phó Vụ Khoa học và Công nghệ các ngành kinh tế kỹ thuật, Bộ Khoa học và Công nghệ | Lợi dụng chức vụ quyền hạn trong khi thi hành công vụ                          |                                                        |
| 12                                             | Nguyễn Huỳnh           | Phó Trưởng phòng Quản lý giá, Cục Quản lý Dược, Bộ Y tế                              | Lợi dụng chức vụ quyền hạn trong khi thi hành công vụ                          |                                                        |
| 13                                             | Thượng tá Hồ Anh Sơn   | Phó Giám đốc Viện nghiên cứu Y Dược học Quân sự, Học viện Quân y                     | Tham ô tài sản Lợi dụng chức vụ quyền hạn trong khi thi hành công vụ           |                                                        |
| 14                                             | Đại tá Nguyễn Văn Hiệu | Trưởng phòng Trang bị, Vật tư thuộc Học viện Quân y                                  | Vi phạm quy định về đấu thầu gây hậu quả nghiêm trọng                          |                                                        |
| 15                                             | Phạm Công Tạc          | Thứ trưởng Bộ Khoa học và Công nghệ                                                  | Vi phạm quy định về quản lý, sử dụng tài sản nhà nước gây thất thoát, lãng phí |                                                        |
| 16                                             | Nguyễn Mạnh Cường      | Kế toán trưởng CDC tỉnh Hải Dương                                                    | Vi phạm quy định về đấu thầu gây hậu quả nghiêm trọng                          |                                                        |
| 17                                             | Phạm Duy Tiến          | Giám đốc CDC tỉnh Hải Dương                                                          | Nhận hối lộ Vi phạm quy định về đấu thầu gây hậu quả nghiêm trọng              | 30 tỷ đồng                                             |
| 18                                             | Lâm Văn Tuấn           | Giám đốc CDC tỉnh Bắc Giang                                                          | Vi phạm quy định về đấu thầu gây hậu quả nghiêm trọng                          |                                                        |
| 19                                             | Nguyễn Văn Định        | Giám đốc CDC tỉnh Nghệ An                                                            | Vi phạm quy định về đấu thầu gây hậu quả nghiêm trọng                          |                                                        |
| 20                                             | Nguyễn Thị Hồng Thắm   | Kế toán trưởng CDC tỉnh Nghệ An                                                      | Vi phạm quy định về đấu thầu gây hậu quả nghiêm trọng                          |                                                        |
| 21                                             | Phan Thị Nga           | Trưởng khoa Xét nghiệm, CDC tỉnh Hà Giang                                            | Nhận hối lộ                                                                    |                                                        |
| 22                                             | Nguyễn Trần Tuấn       | Giám đốc CDC tỉnh Hà Giang                                                           | Nhận hối lộ                                                                    |                                                        |
| 23                                             | Tô Minh Huệ            | Kế toán trưởng CDC tỉnh Hà Giang                                                     | Nhận hối lộ                                                                    |                                                        |
| 24                                             | Hoàng Văn Đức          | Giám đốc CDC tỉnh Thừa Thiên Huế                                                     | Vi phạm quy định về đấu thầu gây hậu quả nghiêm trọng                          |                                                        |
| 25                                             | Hà Thúc Nhật           | Kế toán trưởng kiêm Trưởng phòng Kế hoạch - Tài chính, CDC tỉnh Thừa Thiên Huế       | Vi phạm quy định về đấu thầu gây hậu quả nghiêm trọng                          |                                                        |
| 26                                             | Phạm Thị Nga           | Trưởng khoa Dược - Vật tư y tế, CDC tỉnh Nam Định                                    | Vi phạm quy định về đấu thầu gây hậu quả nghiêm trọng                          |                                                        |
| 27                                             | Vũ Ngọc Tuyên          | Kế toán trưởng CDC tỉnh Nam Định                                                     | Vi phạm quy định về đấu thầu gây hậu quả nghiêm trọng                          |                                                        |
| 28                                             | Đỗ Đức Lưu             | Giám đốc CDC tỉnh Nam Định                                                           | Vi phạm quy định về đấu thầu gây hậu quả nghiêm trọng                          |                                                        |
| 29                                             | Vũ Khánh Vân           | Trưởng phòng Kế hoạch - Nghiệp vụ, CDC tỉnh Nam Định                                 | Vi phạm quy định về đấu thầu gây hậu quả nghiêm trọng                          |                                                        |
| 30                                             | Vũ Thị Ngọc Thanh      | Phó Trưởng khoa Xét nghiệm, CDC tỉnh Nam Định                                        | Tham ô tài sản                                                                 |                                                        |
| 31                                             | Trần Thị Nguyên Hằng   | Nhân viên khoa Xét nghiệm, CDC tỉnh Đắk Lắk                                          | Vi phạm quy định về đấu thầu gây hậu quả nghiêm trọng                          |                                                        |
| 32                                             | Trần Thanh Mỹ          | Trưởng phòng Tài chính kế toán, CDC tỉnh Đắk Lắk                                     | Vi phạm quy định về đấu thầu gây hậu quả nghiêm trọng                          |                                                        |
| 33                                             | Nguyễn Văn Lành        | Giám đốc CDC tỉnh Hậu Giang                                                          | Vi phạm quy định về đấu thầu gây hậu quả nghiêm trọng                          |                                                        |
| 34                                             | Hà Tấn Bình Đẳng       | Trưởng khoa Xét nghiệm - Chẩn đoán hình ảnh - Thăm dò chức năng, CDC tỉnh Hậu Giang  | Vi phạm quy định về đấu thầu gây hậu quả nghiêm trọng                          |                                                        |
| 35                                             | Đặng Minh Tuyết        | Trưởng khoa Xét nghiệm, CDC tỉnh Đắk Lắk                                             | Vi phạm quy định về đấu thầu gây hậu quả nghiêm trọng                          |                                                        |
| 36                                             | Trần Thị Mai Anh       | Nhân viên khoa Dược, CDC tỉnh Đắk Lắk                                                | Vi phạm quy định về đấu thầu gây hậu quả nghiêm trọng                          |                                                        |
| 37                                             | Tiêu Quốc Cường        | Kế toán trưởng, Sở Y tế tỉnh Bình Dương                                              | Vi phạm quy định về đấu thầu gây hậu quả nghiêm trọng                          |                                                        |
| 38                                             | Nguyễn Thành Danh      | Giám đốc CDC tỉnh Bình Dương                                                         | Vi phạm quy định về đấu thầu gây hậu quả nghiêm trọng                          |                                                        |
| 40                                             | Trần Thanh Phong       | Phó Trưởng phòng Tài chính kế toán, CDC tỉnh Bình Dương                              | Vi phạm quy định về đấu thầu gây hậu quả nghiêm trọng                          |                                                        |
| 41                                             | Lê Thị Hồng Xuyên      | Phụ trách phòng thí nghiệm, CDC tỉnh Bình Dương                                      | Vi phạm quy định về đấu thầu gây hậu quả nghiêm trọng                          |                                                        |
| 42                                             | Huỳnh Thị Hồng Đoan    | Trưởng khoa Dược - Vật tư y tế, CDC tỉnh Hậu Giang                                   | Vi phạm quy định về đấu thầu gây hậu quả nghiêm trọng                          |                                                        |
| 43                                             | Nguyễn Thị Lệ Ngọc     | Trưởng khoa Xét nghiệm - Chẩn đoán hình ảnh - Thăm dò chức năng, CDC tỉnh Đồng Tháp  | Vi phạm quy định về đấu thầu gây hậu quả nghiêm trọng                          |                                                        |
| 44                                             | Trần Văn Hai           | Giám đốc CDC tỉnh Đồng Tháp                                                          | Vi phạm quy định về đấu thầu gây hậu quả nghiêm trọng                          |                                                        |
| 45                                             | Lê Văn Thanh           | Phó khoa Xét nghiệm - Chẩn đoán hình ảnh, CDC tỉnh Trà Vinh                          | Vi phạm quy định về đấu thầu gây hậu quả nghiêm trọng                          |                                                        |
| 46                                             | Nguyễn Văn Lơ          | Giám đốc CDC tỉnh Trà Vinh                                                           | Vi phạm quy định về đấu thầu gây hậu quả nghiêm trọng                          |                                                        |
| 47                                             | Đoàn Văn Hùng          | Giám đốc Bệnh viện Đa khoa tỉnh Vĩnh Long                                            | Vi phạm quy định về đấu thầu gây hậu quả nghiêm trọng                          |                                                        |
| 48                                             | Nguyễn Văn Tuyền       | Chuyên viên Sở Y tế tỉnh Trà Vinh                                                    | Vi phạm quy định về đấu thầu gây hậu quả nghiêm trọng                          |                                                        |
| 49                                             | Định Thị Thanh Chi     | Quyền Trưởng khoa Dược, Bệnh viện Đa khoa tỉnh Vĩnh Long                             | Vi phạm quy định về đấu thầu gây hậu quả nghiêm trọng                          |                                                        |
| 50                                             | Trịnh Quang Trí        | Giám đốc CDC tỉnh Đắk Lắk                                                            | Vi phạm quy định về đấu thầu gây hậu quả nghiêm trọng                          | 1,32 tỷ đồng                                           |
| 51                                             | Trần Đắc Thanh         | Phó Giám đốc Sở Y tế tỉnh Trà Vinh                                                   | Vi phạm quy định về đấu thầu gây hậu quả nghiêm trọng                          |                                                        |
| 52                                             | Phan Thị Ngọc Thắm     | Kỹ thuật viên trưởng, Bệnh viện Đa khoa tỉnh Vĩnh Long                               | Vi phạm quy định về đấu thầu gây hậu quả nghiêm trọng                          |                                                        |
| 53                                             | Lò Văn Chiến           | Trưởng khoa Dược, Bệnh viện Đa khoa tỉnh Sơn La                                      | Nhận hối lộ                                                                    |                                                        |
| 54                                             | Trần Gia Phú           | Phó Giám đốc Trung tâm Xét nghiệm, Bệnh viện Đa khoa tỉnh Phú Thọ                    | Vi phạm quy định về đấu thầu gây hậu quả nghiêm trọng                          |                                                        |
| 55                                             | Trương Thị Bảo Trân    | Nhân viên phòng Vật tư, Bệnh viện Thành phố Thủ Đức                                  | Nhận hối lộ Vi phạm quy định về đấu thầu gây hậu quả nghiêm trọng              |                                                        |
| 56                                             | Phạm Vũ Phong          | Giám đốc Công ty Nam Phong                                                           | Đưa hối lộ Vi phạm quy định về đấu thầu gây hậu quả nghiêm trọng               |                                                        |
| 57                                             | Nguyễn Trường Giang    | Giám đốc Công ty VNDAT                                                               | Vi phạm quy định về đấu thầu gây hậu quả nghiêm trọng                          |                                                        |
| 58                                             | Nguyễn Thị Thúy        | Nhân viên kinh doanh, Công ty VNDAT                                                  | Vi phạm quy định về đấu thầu gây hậu quả nghiêm trọng                          |                                                        |
| 59                                             | Phan Huy Văn           | Giám đốc Công ty Phan Anh                                                            | Vi phạm quy định về đấu thầu gây hậu quả nghiêm trọng                          |                                                        |
| 60                                             | Phan Thị Khánh Vân     |                                                                                      | Vi phạm quy định về đấu thầu gây hậu quả nghiêm trọng                          |                                                        |
| 62                                             | Trương Quang Việt      | Giám đốc CDC thành phố Hà Nội                                                        | Vi phạm quy định về đấu thầu gây hậu quả nghiêm trọng                          | 1,1 tỷ đồng                                            |
| 63                                             | Nguyễn Thị Thanh Hảo   | Trưởng phòng Tài chính - Kế hoạch thị xã Đông Triều                                  | Lợi dụng chức vụ quyền hạn trong khi thi hành công vụ                          |                                                        |
| 64                                             | Đào Thị Kim Dung       | Trưởng phòng Y tế thị xã Đông Triều                                                  | Lợi dụng chức vụ quyền hạn trong khi thi hành công vụ                          |                                                        |
| 65                                             | Nguyễn Thành Định      | Phó Giám đốc Trung tâm Y tế thị xã Đông Triều                                        | Lợi dụng chức vụ quyền hạn trong khi thi hành công vụ                          |                                                        |
| 66                                             | Nguyễn Xuân Tiến       | Giám đốc Trung tâm Y tế thị xã Đông Triều                                            | Lợi dụng chức vụ quyền hạn trong khi thi hành công vụ                          |                                                        |
| 67                                             | Huỳnh Văn Dõng         | Giám đốc CDC tỉnh Khánh Hòa                                                          | Vi phạm quy định về đấu thầu gây hậu quả nghiêm trọng                          | 1,9 tỷ đồng                                            |
| 68                                             | Trần Quốc Huy          | Trưởng phòng Tổ chức - Hành chính, CDC tỉnh Khánh Hòa                                | Vi phạm quy định về đấu thầu gây hậu quả nghiêm trọng                          |                                                        |
| 69                                             | Nguyễn Thị Thuý        | Giám đốc Phòng Dự án, Công ty VNDAT                                                  | Vi phạm quy định về đấu thầu gây hậu quả nghiêm trọng                          |                                                        |
| 70                                             | Tôn Thất Thạnh         | Giám đốc CDC tỉnh Đà Nẵng                                                            | Tham ô tài sản                                                                 |                                                        |
| 71                                             | Nguyễn Thị Thanh Nhàn  | Trưởng khoa Xét nghiệm, CDC Đà Nẵng                                                  | Tham ô tài sản                                                                 |                                                        |
| 72                                             | Lê Thị Kim Chi         | Nhân viên khoa Xét nghiệm, CDC Đà Nẵng                                               | Tham ô tài sản                                                                 |                                                        |
| 73                                             | Đoàn Thị Hồng Hạnh     | Trưởng khoa Xét nghiệm - Chẩn đoán hình ảnh - Thăm dò chức năng, CDC tỉnh Yên Bái    | Lợi dụng chức vụ quyền hạn trong khi thi hành công vụ                          |                                                        |
| 74                                             | Nguyễn Văn Sáu         | Nguyên Giám đốc CDC tỉnh Bình Phước                                                  |                                                                                |                                                        |
| 75                                             | Lê Thành Bắc           | Nhân viên khoa Dược, CDC tỉnh Bình Phước                                             |                                                                                |                                                        |
| 76                                             | Đỗ Việt Hùng           | Phó Giám đốc Trung tâm Y tế thành phố Dĩ An                                          | Vi phạm quy định về đấu thầu gây hậu quả nghiêm trọng                          |                                                        |
| 77                                             | Lê Thị Hồng Liên       | Trưởng khoa Dược - Trang thiết bị Vật tư y tế, Trung tâm Y tế thành phố Dĩ An        | Vi phạm quy định về đấu thầu gây hậu quả nghiêm trọng                          |                                                        |
| 78                                             | Lê Quang Việt          | Cán bộ Khoa Xét nghiệm - Chẩn đoán hình ảnh - Thăm dò chức năng, CDC tỉnh Quảng Trị  | Tham ô tài sản                                                                 |                                                        |
| 79                                             | Đỗ Đình Phi            | Cán bộ Khoa Xét nghiệm - Chẩn đoán hình ảnh - Thăm dò chức năng, CDC tỉnh Quảng Trị  | Tham ô tài sản                                                                 |                                                        |
| 80                                             | Đặng Hải Đăng          | Giám đốc CDC tỉnh Cà Mau                                                             | Vi phạm quy định về đấu thầu gây hậu quả nghiêm trọng                          |                                                        |
| 81                                             | Hồ Quang Nhu           | Phó Trưởng phòng Kế hoạch – Nghiệp vụ thuộc CDC Cà Mau                               | Vi phạm quy định về đấu thầu gây hậu quả nghiêm trọng                          |                                                        |
| 82                                             | Lê Ngọc Định           | Trưởng phòng Kế hoạch - Tài chính, Sở Y tế tỉnh Cà Mau                               | Vi phạm quy định về đấu thầu gây hậu quả nghiêm trọng                          |                                                        |
| 83                                             | Phạm Xuân Thăng        | Bí thư Tỉnh ủy Hải Dương                                                             | Chỉ đạo trái với quy định của pháp luật trong đấu thầu                         |                                                        |
| 84                                             | Phạm Mạnh Cường        | Giám đốc Sở Y tế tỉnh Hải Dương                                                      | Lợi dụng chức vụ, quyền hạn trong khi thi hành công vụ                         |                                                        |
| 85                                             | Nguyễn Văn Trịnh       | Trợ lý cho Phó Thủ tướng Vũ Đức Đam từ tháng 12 năm 2018                             | Lợi dụng chức vụ, quyền hạn trong khi thi hành công vụ                         |                                                        |
| 86                                             | Nguyễn Thị Thanh Thủy  | Chuyên viên Nhà xuất bản Giáo dục Việt Nam                                           | Lợi dụng ảnh hưởng đối với người có chức vụ, quyền hạn để trục lợi             |                                                        |
| 87                                             | Nguyễn Bạch Thùy Linh  | Giám đốc Công ty TNHH MTV SNB Holdings                                               | Lợi dụng ảnh hưởng đối với người có chức vụ, quyền hạn để trục lợi             |                                                        |
| 88                                             | Phạm Thị Kim Dung      | Nguyên Phó Giám đốc CDC tỉnh Hà Giang                                                | Vi phạm quy định về đấu thầu gây hậu quả nghiêm trọng                          |                                                        |
| 89                                             | Hoàng Thị Phượng       | Kế toán CDC tỉnh Hà Giang                                                            | Vi phạm quy định về đấu thầu gây hậu quả nghiêm trọng                          |                                                        |
| 90                                             | Bùi Văn Tuyển          | Phó Giám đốc Công ty TNHH Liên hợp dược Hà Giang                                     | Vi phạm quy định về đấu thầu gây hậu quả nghiêm trọng                          |                                                        |
| 91                                             | Nguyễn Minh Quân       | Giám đốc Bệnh viện Thành phố Thủ Đức                                                 | Vi phạm quy định về đấu thầu gây hậu quả nghiêm trọng                          |                                                        |
| 92                                             | Bùi Trung Kiên         | Cựu cán bộ Phòng 6 thuộc C03                                                         | Tội lừa đảo chiếm đoạt tài sản                                                 |                                                        |
| 93                                             | Lê Thanh An            | Cựu cán bộ Phòng 5 thuộc C03                                                         | Tội môi giới hối lộ                                                            |                                                        |
| 94                                             | Nguyễn Ngọc Triệu      | Cựu sư trụ trì chùa Nôm (Hưng Yên)                                                   | Tội môi giới hối lộ                                                            |                                                        |
| 95                                             | Trần Văn Long          | Cựu Tổng giám đốc Công ty cổ phần Truyền thông du lịch Việt                          | Tội môi giới hối lộ                                                            |                                                        |
| 96                                             | Bùi Thị Hồng Giang     | Luật sư                                                                              | Tội môi giới hối lộ                                                            |                                                        |
| 97                                             | Hà Duy Tuấn            | Chủ tịch Hội đồng tư vấn Công ty Cổ phần Đầu tư Long Thịnh                           | Tội môi giới hối lộ                                                            |                                                        |
| Phụ chú: Cập nhật đến ngày 22 tháng 5 năm 2023 |                        |                                                                                      |                                                                                |                                                        |

### Tội nhận hối lộ
Cơ quan Cảnh sát điều tra, Bộ Công an đề nghị truy tố 6 bị can về tội Nhận hối lộ, trong đó có ông Nguyễn Thanh Long (cựu Bộ trưởng Bộ Y tế), ông Phạm Xuân Thăng (cựu Bí thư Tỉnh ủy Hải Dương)...Các bị can bị cáo buộc nhận từ hàng chục nghìn đến vài triệu USD từ Phan Quốc Việt.

#### Không bị truy tố
Trong vụ án, cũng có những bị can nhận tiền từ Việt như ông Chu Ngọc Anh (cựu Bộ trưởng Khoa học và Công nghệ) 200.000 USD, ông Phạm Công Tạc (cựu Thứ trưởng Khoa học và Công nghệ) 50.000 USD, ông Nguyễn Văn Trịnh (cựu trợ lý Phó Thủ tướng) 200.000 USD nhưng không bị đề nghị truy tố tội Nhận hối lộ. cơ quan điều tra kết luận họ không trao đổi, bàn bạc, thỏa thuận, thống nhất với Chủ tịch Việt Á về việc đưa, nhận tiền, không gây khó khăn nhằm mục đích để Việt phải đưa tiền. Ông Anh là người ký quyết định, giao nhiệm vụ "Nghiên cứu chế tạo bộ sinh phẩm RT-PCR và real-time RT-PCR phát hiện chủng vi rút Corona mới 2019 (2019-nCoV)" cho Học viện Quân y chủ trì và Công ty Việt Á phối hợp.

## Tuyên án
Ngày 12 tháng 1 năm 2024, hội đồng xét xử tuyên mức án cho 38 bị cáo trong vụ Việt Á, trong đó ông Nguyễn Thanh Long 18 năm tù về tội nhận hối lộ, ông Chu Ngọc Anh 3 năm tù và ông Phan Công Tạc 3 năm tù.

## Kỷ luật đảng
Dưới đây là các tổ chức, cá nhân tại các tỉnh thành, đơn vị, địa phương bị kỉ luật do có liên quan đến sai phạm về việc lưu hành, cung ứng, đấu thầu và quản lý kit xét nghiệm Việt Á của công ty cổ phần công nghệ Việt Á.

### Tại các Bộ, ngành trung ương

#### Học viên Quân y
Thực hiện kết luận của Ủy ban Kiểm tra Trung ương tại kỳ họp thứ 12 về vi phạm của Ban Thường vụ Đảng ủy Học viện Quân y các nhiệm kỳ 2015 - 2020, 2020 - 2025; xem xét nội dung, tính chất, mức độ, hậu quả vi phạm; Uỷ ban Kiểm tra Trung ương quyết định:
- Cảnh cáo: Trung tướng Nguyễn Viết Lượng - Bí thư Đảng ủy, Chính ủy Học viện; Đại tá Nguyễn Tùng Linh - Đảng ủy viên Học viện, Bí thư Chi bộ, Trưởng phòng Khoa học Quân sự; Thiếu tá Ngô Anh Tuấn - Phó Bí thư Chi bộ, Trưởng phòng Tài chính; Thiếu tá Lê Trường Minh - Chi ủy viên, Trưởng ban Hóa dược, phòng Trang bị, Vật tư, Học viện Quân y.
- Khiển trách: Đại tá Phạm Nhật Quang - Bí thư Chi bộ Tổng hợp Kế hoạch - Thanh tra, Chánh Thanh tra Học viện; Đại tá Chu Đức Thành - Phó Bí thư Đảng ủy, Chánh Văn phòng Học viện; Trung úy Nguyễn Văn Tâm và Trung úy Nguyễn Thành Trung - Chi bộ Viện Nghiên cứu Y Dược học Quân sự, Học viện Quân y.
- Khai trừ ra khỏi Đảng: Thượng tá Hồ Anh Sơn - Bí thư chi bộ, Phó Giám đốc Viện Nghiên cứu Y Dược học Quân sự; Đại tá Nguyễn Văn Hiệu - Phó Bí thư Chi bộ, Trưởng phòng Trang bị, Vật tư, Học viện Quân y.
Uỷ ban Kiểm tra Trung ương đề nghị Ban Bí thư xem xét, thi hành kỷ luật Ban Thường vụ Đảng ủy Học viện Quân y các nhiệm kỳ 2015 - 2020, 2020 - 2025 và các ông: Trung tướng Đỗ Quyết - Phó Bí thư Đảng ủy, Giám đốc Học viện; Thiếu tướng Hoàng Văn Lương - Ủy viên Ban Thường vụ Đảng ủy, Phó Giám đốc Học viện kiêm Giám đốc Viện Nghiên cứu Y Dược học Quân sự, Học viện Quân y.

#### Bộ Y tế
Uỷ ban Kiểm tra Trung ương quyết định: Khai trừ ra khỏi Đảng các ông: Nguyễn Minh Tuấn, nguyên Vụ trưởng Vụ Trang thiết bị và Công trình Y tế; Nguyễn Nam Liên, nguyên Phó Bí thư, nguyên Trưởng ban Tổ chức Đảng ủy Bộ Y tế, nguyên Bí thư Đảng ủy, nguyên Vụ trưởng Vụ Kế hoạch - Tài chính, Bộ Y tế. Cảnh cáo các ông: Nguyễn Trường Sơn, Ủy viên Ban cán sự Đảng, Thứ trưởng Bộ Y tế; Đặng Đức Anh, Ủy viên Ban Chấp hành Đảng bộ quận Hai Bà Trưng, thành phố Hà Nội, Bí thư Đảng ủy, Viện trưởng Viện Vệ sinh dịch tễ Trung ương. Khiển trách các ông: Đỗ Xuân Tuyên, Ủy viên Ban Chấp hành Đảng bộ Khối các cơ quan Trung ương, Phó Bí thư Ban cán sự Đảng, Bí thư Đảng ủy, Thứ trưởng Bộ Y tế; Nguyễn Mạnh Cường, Ủy viên Ban Thường vụ, Chủ nhiệm Uỷ ban Kiểm tra Đảng ủy Bộ, Bí thư Đảng ủy, Chánh Thanh tra Bộ Y tế.
Bộ Chính trị quyết định thi hành kỷ luật bằng hình thức Cảnh cáo Ban cán sự Đảng Bộ Y tế nhiệm kỳ 2016-2021.

#### Bộ Khoa học và Công nghệ
- Khai trừ ra khỏi Đảng đồng chí Trịnh Thanh Hùng, Ủy viên Ban Chấp hành Đảng bộ, Phó Bí thư Chi bộ, Phó Vụ trưởng Vụ Khoa học và Công nghệ các ngành kinh tế-kỹ thuật, Bộ Khoa học và Công nghệ; Phạm Công Tạc, Ủy viên Ban cán sự Đảng, Thứ trưởng Bộ Khoa học và Công nghệ.
- Cảnh cáo các đồng chí: Nguyễn Thiện Thành, nguyên Bí thư Chi bộ, nguyên Giám đốc Văn phòng các chương trình trọng điểm cấp Nhà nước; Lê Bách Quang, Chủ tịch các Hội đồng tư vấn, Hội đồng nghiệm thu Đề tài khoa học nghiên cứu chế tạo bộ sinh phẩm xét nghiệm phát hiện Covid-19.
- Khiển trách đồng chí Nguyễn Đình Hậu, Ủy viên Ban Chấp hành Đảng bộ nhiệm kỳ 2015-2020, Bí thư Chi bộ, Vụ trưởng Vụ Khoa học và Công nghệ các ngành kinh tế-kỹ thuật, Bộ Khoa học và Công nghệ.
Bộ Chính trị quyết định thi hành kỷ luật bằng hình thức Cảnh cáo Ban cán sự Đảng Bộ Khoa học và Công nghệ nhiệm kỳ 2015-2020.

### Tỉnh Thanh Hóa
Ngày 17 tháng 3 năm 2023, Ủy ban Kiểm tra Tỉnh uỷ Thanh Hóa quyết định kỷ luật khiển trách đối với Đảng ủy Sở Y tế tỉnh Thanh Hoá nhiệm kỳ 2020-2025; Đảng ủy Bệnh viện Đa khoa khu vực Nghi Sơn, nhiệm kỳ 2020-2025; Đảng ủy bộ phận Trung tâm Kiểm soát bệnh tật (CDC) tỉnh Thanh Hóa, nhiệm kỳ 2020-2025. Kỷ luật khiển trách đối với cá nhân các ông, bà: Lê Ngọc Sơn, Đảng ủy viên, Bí thư Chi bộ, Trưởng phòng Văn hóa - Xã hội, Văn phòng UBND tỉnh; Đỗ Văn Quang, Trưởng phòng Kế hoạch- Tài chính, Sở Y tế (nguyên Bí thư Chi bộ nhiệm kỳ 2020-2022); Mai Đức Thắng, Phó Trưởng phòng Nghiệp vụ, Sở Y tế; Mai Thị Lan, Chi ủy viên, Trưởng Khoa Dược - Vật tư y tế, CDC tỉnh.
Khiểu trách các ông, bà Trần Lê Mơ, Giám đốc Bệnh viện Đa khoa huyện Vĩnh Lộc, nguyên Bí thư Đảng ủy, nguyên Giám đốc Bệnh viện Đa khoa khu vực Nghi Sơn; Hoàng Thị Hiền, Đảng ủy viên, Bí thư Chi bộ Khối hành chính, Trưởng phòng Tài chính - Kế toán, Bệnh viện Đa khoa khu vực Nghi Sơn; Nguyễn Đức Thuận, Phó Bí thư Chi bộ Khối khám bệnh, Trưởng khoa Dược, Vật tư y tế, Bệnh viện Đa khoa khu vực Nghi Sơn; ông Trịnh Xuân Hiệp, Bí thư Chi bộ, Giám đốc Trung tâm Y tế thị xã Bỉm Sơn; Phạm Thị Huyền, đảng viên, Kế toán trưởng Trung tâm Y tế thị xã Bỉm Sơn.

### Tỉnh Quảng Ninh
Ông Phạm Văn Thành, Phó Chủ tịch UBND tỉnh Quảng Ninh bị kỷ luật cảnh cáo ngày 26 tháng 8 năm 2022 do vi phạm, khuyết điểm và chịu trách nhiệm người đứng đầu đối với vi phạm liên quan đến phòng, chống dịch Covid-19, thực hiện đấu thầu, mua sắm kit xét nghiệm Covid-19 của Công ty Cổ phần Công nghệ Việt Á tại thị xã Đông Triều khi còn là người đứng đầu địa phương này. Qua đó, ông Nguyễn Văn Bình, Phó Chủ tịch UBND thị xã và ông Dương Thành Trung, Phó Trưởng phòng Tài chính - Kế hoạch thị xã bị cảnh cáo. Ông Nguyễn Xuân Tiến, nguyên Giám đốc Trung tâm Y tế thị xã và ông Nguyễn Thành Định, Phó Giám đốc phụ trách Trung tâm Y tế thị xã và bà Nguyễn Thị Thanh Hảo, Trưởng phòng Tài chính - Kế hoạch thị xã và bà Đào Thị Kim Dung, Trưởng phòng Y tế thị xã Đông Triều bị khai trừ khỏi Đảng. Công an tỉnh Quảng Ninh cũng ra quyết định khởi tố vụ án, khởi tố bị can đối với bà Hảo, bà Dung, ông Định và ông Tiến để điều tra về hành vi Lợi dụng chức vụ quyền hạn trong khi thi hành công vụ.
Đồng thời ngày 27 tháng 04 năm 2023, Ban Thường vụ Tỉnh ủy Quảng Ninh đã quyết định thi hành kỷ luật bằng hình thức khai trừ ra khỏi Đảng đối với ông Phạm Văn Thành, Phó Trưởng ban Tổ chức Tỉnh ủy và ông Nguyễn Văn Bình, Ủy viên Ban Chấp hành Đảng bộ thị xã Đông Triều, Phó Trưởng ban Dân vận Thị ủy Đông Triều liên quan đến sai phạm tại Công ty Cổ phần Công nghệ Việt Á, xảy ra tại Trung tâm Y tế thị xã Đông Triều.

### Tỉnh Bình Thuận
Ủy ban Kiểm tra Tỉnh ủy Bình Thuận quyết định xử lý kỷ luật Khiển trách đối với ông Nguyễn Văn Thành, Bí thư Đảng ủy, Giám đốc Bệnh viện Đa khoa tỉnh Bình Thuận và ông Đinh Thế Hùng, Giám đốc Trung tâm Kiểm soát bệnh tật (CDC) tỉnh Bình Thuận.

### Tỉnh Kon Tum
Ngày 24 tháng 04 năm 2023, Ủy ban Kiểm tra Tỉnh ủy Kon Tum tổ chức Kỳ họp lần thứ 17. Tại Kỳ họp này, Ủy ban kiểm tra Tỉnh ủy Kon Tum đã xem xét kỷ luật đối với: Nguyễn Thị Vân, Phó Bí thư Đảng ủy, Phó Giám đốc Trung tâm Kiểm soát bệnh tật tỉnh; Phùng Mạnh Dũng, Ủy viên Ban Thường vụ Đảng ủy, Phó Giám đốc Trung tâm Kiểm soát bệnh tật tỉnh; Y Đứk, Ủy viên Ban Thường vụ Đảng ủy, Phó Giám đốc Trung tâm Kiểm soát bệnh tật tỉnh Kon Tum. Với chức trách, nhiệm vụ được phân công, các đồng chí Nguyễn Thị Vân, Phùng Mạnh Dũng, Y Đứk đã có khuyết điểm trong công tác chỉ đạo, thực hiện và kiểm tra, đôn đốc việc thực hiện chủ trương, quy định của Đảng, pháp luật của Nhà nước trong công tác phòng, chống dịch COVID-19; để xảy ra sai phạm trong lĩnh vực được phân công quản lý đến mức phải xem xét, thi hành kỷ luật.

### Hà Nội
Trong hai ngày 22 tháng 09 và 23 tháng 9 năn 2022, Ủy ban Kiểm tra Thành ủy Hà Nội đã họp kỳ thứ 26, Ủy ban Kiểm tra Thành ủy Hà Nội quyết định:
Thi hành kỷ luật bằng hình thức Khiển trách đối với Đảng ủy Viện Vệ sinh dịch tễ Trung ương nhiệm kỳ 2015-2020 và đồng chí Đảng ủy viên nhiệm kỳ 2015-2020, Phó Viện trưởng Viện Vệ sinh dịch tễ Trung ương; thi hành kỷ luật bằng hình thức Cách chức tất cả các chức vụ trong Đảng đối với đồng chí nguyên Bí thư Chi bộ, Giám đốc Trung tâm Nghiên cứu Y sinh học, Viện Vệ sinh dịch tễ Trung ương.
Đảng ủy Viện Vệ sinh dịch tễ Trung ương nhiệm kỳ 2015-2020 có khuyết điểm, vi phạm trong việc xây dựng và thực hiện Quy chế làm việc; thiếu trách nhiệm trong lãnh đạo, chỉ đạo để xảy ra khuyết điểm, vi phạm trong phối hợp với Học viện Quân y thực hiện thử nghiệm, đánh giá bộ kit phát hiện SARS-CoV-2 của Công ty Cổ phần Công nghệ Việt Á, gây dư luận xấu trong xã hội, ảnh hưởng đến uy tín của tổ chức Đảng và đảng viên.

### Tại Đà Nẵng
Ngày 2 tháng 12 năm 2022, Ban Thường vụ Thành ủy tổ chức Hội nghị xem xét, thi hành kỷ luật đối với tổ chức đảng và đảng viên có liên quan đến vi phạm tại Công ty Cổ phần công nghệ Việt Á:
Kỷ luật Khiển trách đối với các Đảng ủy: Sở Y tế thành phố nhiệm kỳ 2020-2025, Sở Tài chính thành phố nhiệm kỳ 2020-2025, Bệnh viện Đà Nẵng nhiệm kỳ 2020-2025, Chi bộ Bệnh viện Phổi Đà Nẵng nhiệm kỳ 2020-2022 và các đồng chí: Trần Thanh Thủy, Trần Thủ, Lê Đức Nhân, Lê Thành Phúc; Cảnh cáo đối với Đảng ủy bộ phận Trung tâm Kiểm soát Bệnh tật Đà Nẵng nhiệm kỳ 2020-2025.

### Tại Bến Tre
Uỷ ban Kiểm tra Tỉnh ủy Bến Tre quyết định kỷ luật bằng hình thức cảnh cáo đối với ông Nguyễn Hữu Định, Giám đốc CDC Bến Tre; ông Phạm Hồng Thái, Phó Giám đốc; ông Nguyễn Ái Kiến, Phó Trưởng phòng Tổ chức - Hành chính; ông Trần Hưng Nam, Trưởng khoa Phòng, chống bệnh tật truyền nhiễm; bà Trần Thị Dân, Trưởng khoa Dược - Vật tư y tế.

### Tại các bệnh viện
Theo quyết định của Uỷ ban Kiểm tra Thành uỷ, ông Nguyễn Minh Quân, cựu Giám đốc Bệnh viện Thành phố Thủ Đức (Bí thư Đảng ủy nhiệm kỳ 2020-2025) bị khai trừ Đảng. Ba cán bộ quản lý bệnh viện này là bà Nguyễn Lan Anh (phó Giám đốc) và bà Nguyễn Thị Cẩm Vân (Trưởng phòng Tổ chức cán bộ) đều bị cảnh cáo; bà Nguyễn Thị Ngọc (phó Giám đốc) bị khiển trách. Với Bệnh viện quận Bình Tân, ông Võ Tuấn Trường (cựu Giám đốc, Bí thư Đảng ủy nhiệm kỳ 2020-2025) bị khiển trách.

## Các tỉnh/thành phố có liên quan

### Hải Dương
Ngày 18 tháng 12 năm 2021, Cơ quan Cảnh sát điều tra, Bộ Công an đã khởi tố và bắt tạm giam Giám đốc CDC tỉnh Hải Dương Phạm Duy Tuyến về tội "Vi phạm quy định về đấu thầu gây hậu quả nghiêm trọng" và tội "Nhận hối lộ". Từ tháng 2 năm 2021 đến tháng 11 năm 2021, CDC Hải Dương đã hợp thức ký kết và thanh toán cho Công ty Việt Á 5 hợp đồng cung cấp vật tư, thiết bị y tế với tổng số tiền hơn 151 tỉ đồng. Vị Giám đốc CDC Hải Dương đã nhận gần 30 tỉ đồng từ Công ty Việt Á.
Tại kỳ họp, trong hai ngày 10 và 11-8-2022, Ủy ban Kiểm tra Trung ương nhận định Ban thường vụ Tỉnh ủy, Ban cán sự đảng UBND tỉnh Hải Dương đã vi phạm nguyên tắc tập trung dân chủ, để Công ty CP công nghệ Việt Á độc quyền bán bộ kit xét nghiệm và tham gia thực hiện xét nghiệm trái quy định; một số cán bộ tham nhũng, tiêu cực, nhận hối lộ, bị khởi tố, bắt tạm giam. Trách nhiệm đối với những vi phạm này thuộc về Ban thường vụ Tỉnh ủy, Ban cán sự đảng UBND tỉnh Hải Dương và các ông: Phạm Xuân Thăng - bí thư Tỉnh ủy, chủ tịch HĐND tỉnh; Nguyễn Dương Thái - cựu chủ tịch UBND tỉnh Hải Dương, nguyên trưởng Ban chỉ đạo phòng, chống dịch của tỉnh; Lương Văn Cầu - cựu phó chủ tịch UBND tỉnh, nguyên phó trưởng Ban chỉ đạo phòng, chống dịch của tỉnh; Phạm Mạnh Cường - giám đốc Sở Y tế; Nguyễn Trọng Hưng - nguyên giám đốc Sở Tài chính. Ngày 16-9-2022, Bộ Chính trị quyết định thi hành kỷ luật cảnh cáo Ban thường vụ Tỉnh ủy Hải Dương nhiệm kỳ 2020 - 2025; đình chỉ sinh hoạt Đảng, đình chỉ các chức vụ trong Đảng và trình Ban Chấp hành Trung ương Đảng xem xét, thi hành kỷ luật đối với ông Phạm Xuân Thăng.
Ngày 17-9-2022, ông Phạm Xuân Thăng bị bắt với cáo buộc chỉ đạo làm trái quy định đấu thầu trong vụ án liên quan Công ty Việt Á. Cùng với ông, ông Phạm Mạnh Cường, cựu Giám đốc Sở Y tế Hải Dương cũng bị tạm giam, cả hai bị điều tra về tội Lợi dụng chức vụ, quyền hạn trong khi thi hành công vụ.
Ngày 20/10/2022, ông Nguyễn Dương Thái bị thi hành kỷ luật bằng hình thức Xóa tư cách Chủ tịch UBND tỉnh Hải Dương nhiệm kỳ 2016-2021.

### Nghệ An và Bình Dương
Ngày 31 tháng 12 năm 2021, Cơ quan Cảnh sát điều tra Bộ Công an đã khởi tố bị can, lệnh khám xét và áp dụng biện pháp ngăn chặn đối với 6 bị can để điều tra về tội vi phạm quy định về đấu thầu gây hậu quả nghiêm trọng. Các bị can bị khởi tố gồm: Giám đốc CDC Nghệ An, Kế Toán trưởng CDC Nghệ An, Giám đốc CDC Bình Dương, Phó phòng Tài chính Kế toán CDC Bình Dương, nguyên Phụ trách Phòng Thí nghiệm CDC Bình Dương, Kế toán trưởng, Phó phòng tài chính Sở Y tế Bình Dương.

### Bắc Giang
Ngày 21 tháng 1 năm 2022, Giám đốc CDC tỉnh Bắc Giang và hai người liên quan bị cơ quan điều tra khởi tố, bắt tạm giam để điều tra những sai phạm liên quan vụ nâng khống giá kit xét nghiệm COVID-19, nhận trên 44 tỉ đồng tiền hoa hồng từ Công ty Việt Á sau thương vụ mua bán kit xét nghiệm.

### Thừa Thiên - Huế
Ngày 19 tháng 2 năm 2022, Cơ quan Cảnh sát điều tra Công an Thừa Thiên - Huế ra quyết định khởi tố vụ án, bắt tạm giam 4 tháng Giám đốc CDC Thừa Thiên - Huế Hoàng Văn Đức và Kế toán trưởng kiêm Trưởng phòng Tài chính kế toán đơn vị này là Hà Thúc Nhật vì tội Vi phạm quy định về đấu thầu gây hậu quả nghiêm trọng. Khám xét tại nhà của hai người này, lực lượng công an thu giữ nhiều tài liệu, tiền mặt liên đến vụ án.

### Cà Mau
Ngày 21 tháng 4 năm 2022, Công an tỉnh Cà Mau ra Quyết định khởi tố vụ án hình sự số 17/QĐ-CSKT, khởi tố vụ án "Vi phạm quy định về đấu thầu gây hậu quả nghiêm trọng" xảy ra tại Sở Y tế Cà Mau và Trung tâm Kiểm soát bệnh tật tỉnh.
Chiều ngày 31 tháng 7 năm 2022, Công an tỉnh Cà Mau đã khởi tố bị can, đồng thời bắt tạm giam và thực hiện lệnh khám xét nơi làm việc và nơi ở của Đặng Hải Đăng (Giám đốc CDC tỉnh Cà Mau), Hồ Quang Nhu (Phó Trưởng Phòng Kế hoạch – Nghiệp vụ thuộc CDC Cà Mau) và Lê Ngọc Định (Trưởng Phòng Kế hoạch - Tài chính, Sở Y tế tỉnh). Cả 3 bị bắt khi thực hiện không đúng quy định về đấu thầu, "không bảo đảm công bằng, minh bạch", vi phạm các hành vi bị cấm trong đấu thầu, gây thiệt hại cho ngân sách nhà nước khoảng 12,4 tỉ đồng trong quá trình thực hiện hồ sơ đấu thầu mua kít xét nghiệm COVID-19 của Công ty Việt Á.

### Nam Định
Ngày 25 tháng 4 năm 2022, Giám đốc Công an tỉnh Nam Định đã chỉ đạo Cơ quan Cảnh sát điều tra Công an tỉnh này thi hành các Quyết định khởi tố vụ án, khởi tố bị can, đồng thời thi hành Lệnh bắt bị can để tạm giam và khám xét nơi ở, nơi làm việc đối với 5 cán bộ thuộc CDC Nam Định về các tội "Vi phạm quy định về đấu thầu gây hậu quả nghiêm trọng" và tội "Tham ô tài sản".
CDC Nam Định đã ký 5 hợp đồng mua kit test xét nghiệm của Công ty Việt Á. Số tiền "hoa hồng" ngoài hợp đồng chỉ định thầu kit xét nghiệm cho CDC Nam Định là 3,1 tỉ đồng. Ngoài ra, nhân viên CDC Nam Định đã có hành vi chiếm đoạt số kit xét nghiệm của nhà nước "bán" cho Công ty Việt Á để trục lợi với số tiền 800 triệu đồng.

### Phú Thọ
Ngày 28 tháng 4 năm 2022, Thanh tra tỉnh Phú Thọ vừa ban hành Kết luận Thanh tra số 03/KL-Ttr về thanh tra chuyên đề mua sắm trang thiết bị vật tư y tế, sinh phẩm, kit xét nghiệm, vaccine, thuốc phòng, chống dịch COVID-19. Trong kết luận này, Thanh tra tỉnh Phú Thọ xác định, ông Trần Gia Phú (Chi ủy viên Chi bộ xét nghiệm; Trưởng đơn vị Vi sinh, Phó Giám đốc Trung tâm xét nghiệm thuộc Bệnh viện Đa khoa tỉnh Phú Thọ) có nhận hơn 2 tỉ đồng tiền "lót tay" từ Công ty Việt Á thông qua tài khoản "bố vợ".
Kết luận thanh tra số 03/KL-Ttr khẳng định CDC tỉnh Phú Thọ không thực hiện việc mua sắm kit test mà được nhận bàn giao từ Sở Y tế để phân bổ cho các đơn vị trên địa bàn tỉnh theo quy định, nên đã không có sai phạm trong vụ việc này.

### Hà Giang
Ngày 5 tháng 5 năm 2022, trong Kết luận thanh tra của Thanh tra tỉnh Hà Giang về mua sắm trang thiết bị, vật tư y tế, sinh phẩm, kit xét nghiệm... của CDC Hà Giang liên quan Công ty Cổ phần Công nghệ Việt Á, Giám đốc Trung tâm Kiểm soát bệnh tật tỉnh (CDC) cùng hai thuộc cấp nhận 770 triệu đồng tiền hoa hồng của Công ty Việt Á.
Ngày 11 tháng 5 năm 2022, Cơ quan Cảnh sát Điều tra - Công an tỉnh Hà Giang đã ra quyết định khởi tố vụ án hình sự tại Trung tâm Kiểm soát bệnh tật tỉnh Hà Giang (CDC Hà Giang); khởi tố bị can, bắt tạm giam 4 tháng đối với Giám đốc CDC Hà Giang và 2 thuộc cấp vì có hành vi nhận hối lộ.
Ngày 3 tháng 2 năm 2023, Phòng Cảnh sát kinh tế Công an tỉnh Hà Giang đã khởi tố, bắt tạm giam bị can Phạm Thị Kim Dung (55 tuổi, nguyên phó giám đốc CDC Hà Giang), Hoàng Thị Phượng (45 tuổi, kế toán CDC Hà Giang) và Bùi Văn Tuyển (38 tuổi, cùng trú tại thành phố Hà Giang, phó giám đốc Công ty TNHH Liên Hợp dược Hà Giang) về hành vi vi phạm quy định về đấu thầu gây hậu quả nghiêm trọng do liên quan đến vụ sai phạm tại công ty Việt Á. Kết quả điều tra xác định, trong quá trình mua bộ xét nghiệm COVID-19 của Công ty cổ phần công nghệ Việt Á, các bị can trên có hành vi vi phạm quy định về đấu thầu gây thiệt hại nhiều tỉ đồng của Nhà nước.

### Hậu Giang
Ngày 11 tháng 5 năm 2022, Cơ quan cảnh sát điều tra Công an tỉnh Hậu Giang đã thực hiện quyết định khởi tố bị can, bắt bị can, lệnh tạm giam 4 tháng đối với cựu giám đốc Trung tâm Kiểm soát bệnh tật tỉnh Hậu Giang (CDC Hậu Giang) cùng 2 thuộc cấp vì hành vi "vi phạm quy định về đấu thầu gây hậu quả nghiêm trọng".

### Đồng Tháp
Ngày 20 tháng 5 năm 2022, Cơ quan Cảnh sát điều tra, Công an tỉnh Đồng Tháp đã khởi tố bị can và bắt tạm giam giám đốc Trung tâm Kiểm soát bệnh tật Đồng Tháp (CDC Đồng Tháp) và Phó trưởng Khoa Xét nghiệm-Chẩn đoán hình ảnh-Thăm dò chức năng thuộc CDC Đồng Tháp để điều tra, làm rõ những vi phạm quy định về đấu thầu gây hậu quả nghiêm trọng. Với Công ty Việt Á, CDC Đồng Tháp và các đơn vị, cơ sở y tế đã mua sắm thông qua 10 gói thầu,tổng giá trị hợp đồng là hơn 233 tỷ. Tuy nhiên, giá trị thực tế mua sắm là hơn 197 tỷ và đã thanh toán cho Việt Á gần 157 tỷ.
Ngày 4 tháng 7 năm 2023, Cơ quan Cảnh sát điều tra Công an tỉnh Đồng Tháp ra quyết định khởi tố bị can, áp dụng biện pháp ngăn chặn cấm đi khỏi nơi cư trú và tạm hoãn xuất cảnh đối với ông Huỳnh Văn Thêm, Trưởng phòng Kế hoạch-Tài chính thuộc Sở Y tế tỉnh Đồng Tháp về hành vi Vi phạm quy định về đấu thầu gây hậu quả nghiêm trọng. Ông Huỳnh Văn Thêm bị khởi tố do có liên quan đến vi phạm trong việc đấu thầu mua sắm thiết bị phòng, chống dịch COVID-19 của Công ty Cổ phần công nghệ Việt Á.

### Trà Vinh
Ngày 25 tháng 5 năm 2022, Cơ quan CSĐT Công an tỉnh Trà Vinh ra quyết định khởi tố vụ án, khởi tố bị can và bắt tạm giam 4 bị can gồm Trần Đắc Thanh, Phó Giám đốc Sở Y tế tỉnh Trà Vinh; Nguyễn Văn Lơ, nguyên Giám đốc Trung tâm Kiểm soát bệnh tật tỉnh Trà Vinh; Lê Văn Thanh, Phó Trưởng khoa Xét nghiệm - Chẩn đoán hình ảnh thuộc Trung tâm Kiểm soát bệnh tật tỉnh Trà Vinh; Nguyễn Văn Truyền, chuyên viên Phòng Nghiệp vụ dược Sở Y tế tỉnh Trà Vinh về hành vi "Vi phạm quy định về đấu thầu gây hậu quả nghiêm trọng" xảy ra tại Sở Y tế tỉnh Trà Vinh và Trung tâm Kiểm soát bệnh tật (CDC) thuộc Sở Y tế tỉnh Trà Vinh.

### Đắk Lắk
Ngày 27 tháng 5 năm 2022, Giám đốc Trung tâm kiểm soát bệnh tật tỉnh Đắk Lắk và 4 cấp dưới bị điều tra sai phạm khi mua kit test Covid-19 của Công ty Việt Á. Với Công ty Việt Á, các đơn vị đã mua sắm thông qua 10 gói thầu, với giá trị hợp đồng hơn 233 tỉ đồng. Tuy nhiên giá trị thực tế mua sắm hơn 197,4 tỉ đồng, đã thanh toán cho Công ty Việt Á gần 157 tỉ đồng, còn lại hơn 40,6 tỉ đồng chưa thanh toán.

### Bạc Liêu
Ngày 6 tháng 6 năm 2022, Cơ quan CSĐT Công an tỉnh Bạc Liêu ra quyết định khởi tố vụ án hình sự về tội vi phạm quy định về đấu thầu gây hậu quả nghiêm trọng xảy ra tại Trung tâm kiểm soát bệnh tật tỉnh Bạc Liêu (CDC Bạc Liêu), thanh tra tỉnh chuyển hồ sơ sang Cơ quan CSĐT Công an tỉnh Bạc Liêu điều tra, làm rõ 3 gói thầu mua sinh phẩm, hóa chất, vật tư y tế liên quan đến Công ty Việt Á, do CDC Bạc Liêu làm chủ đầu tư có tổng giá trị hơn 23 tỉ đồng, 3 gói thầu mua sinh phẩm kit test Covid-19 của Công ty Việt Á, công tác lập, trình dự toán và kế hoạch lựa chọn nhà thầu có dấu hiệu thiếu minh bạch; vi phạm các quy định trong khâu lập kế hoạch và thực hiện hợp đồng gây thiệt hại, lãng phí ngân sách nhà nước hơn 8,9 tỉ đồng. Vi phạm trên thuộc trách nhiệm của Giám đốc CDC Bạc Liêu trong công tác lãnh đạo, chỉ đạo thiếu kiểm tra giám sát, vi phạm các quy định trong mua sắm, gây thiệt hại đến tài sản nhà nước. Khoa Xét nghiệm và Phòng Tài chính - Kế hoạch chưa làm tốt vai trò tham mưu, đề xuất dẫn đến xảy ra các vi phạm.

### Sơn La
Ngày 7 tháng 6 năm 2022, Cơ quan Cảnh sát điều tra Công an tỉnh Sơn La thi hành Quyết định khởi tố vụ án, khởi tố bị can và Lệnh bắt tạm giam Lò Văn Chiến, Trưởng Khoa Dược, Bệnh viện Đa khoa tỉnh Sơn La về hành vi nhận hối lộ, liên quan đến việc đấu thầu mua kít xét nghiệm Covid-19 của Công ty Cổ phần Công nghệ Việt Á.

### Hà Nội
Ngày 10 tháng 6 năm 2022, Cơ quan CSĐT, Công an TP Hà Nội ra quyết định khởi tố vụ án, bắt khẩn cấp ông Trương Quang Việt, Giám đốc CDC Hà Nội để điều tra về tội "Vi phạm quy định về hoạt động đấu thầu gậy hậu quả nghiêm trọng" liên quan đến đại án Công ty Việt Á.

### Quảng Ninh
Tối ngày 13 tháng 6 năm 2022, Công an tỉnh Quảng Ninh ra quyết định khởi tố vụ án, khởi tố bị can đối với bà Nguyễn Thị Thanh Hảo, nguyên Trưởng phòng Tài chính - Kế hoạch; bà Đào Thị Kim Dung, nguyên Trưởng phòng Y tế thị xã; ông Nguyễn Thành Định, nguyên Phó Giám đốc Trung tâm Y tế thị xã; ông Nguyễn Xuân Tiến, nguyên Giám đốc Trung tâm Y tế thị xã để điều tra về hành vi Lợi dụng chức vụ quyền hạn trong khi thi hành công vụ.
Ngày 20 tháng 04 năm 2023, Cơ quan cảnh sát điều tra Công an tỉnh Quảng Ninh đã ra quyết định khởi tố bị can đối với ông Phạm Văn Thành, nguyên Bí thư Thị ủy, Chủ tịch UBND thị xã Đông Triều và ông Nguyễn Văn Bình, nguyên Phó Chủ tịch UBND thị xã Đông Triều về tội "Thiếu trách nhiệm gây hậu quả nghiêm trọng" vì để xảy ra sai phạm tại Trung tâm y tế thị xã Đông Triều.

### Khánh Hòa
Sáng ngày 17 tháng 6 năm 2022, Cơ quan CSĐT Công an tỉnh Khánh Hòa ra các Quyết định khởi tố bị can về tội "Vi phạm quy định về đấu thầu gây hậu quả nghiêm trọng" quy định tại khoản 3 Điều 222 Bộ luật Hình sự đối với Huỳnh Văn Dõng (Giám đốc CDC Khánh Hòa), bị cáo buộc nhận gần 2 tỷ đồng hoa hồng từ công ty trúng thầu , Trần Quốc Huy (Trưởng phòng Tổ chức - Hành chính CDC Khánh Hòa) và Nguyễn Thị Thúy (Giám đốc Phòng Dự án Công ty VNDAT; đã bị Cơ quan Cảnh sát điều tra Bộ Công an khởi tố, bắt tạm giam trong một vụ án khác). Đồng thời, cơ quan này đã ra lệnh cấm đi khỏi nơi cư trú đối với Huỳnh Văn Dõng, Lệnh bắt bị can để tạm giam đối với Trần Quốc Huy; Lệnh khám xét chỗ ở, nơi làm việc đối với Huỳnh Văn Dõng và Trần Quốc Huy.
Ngày 30 tháng 7 năm 2022, Ủy ban Kiểm tra Tỉnh ủy Khánh Hòa quyết định thi hành kỷ luật bằng hình thức cảnh cáo đối với Đảng ủy bộ phận CDC Khánh Hòa, bà Lương Thị Trong (Phó Trưởng khoa Dược - Vật tư y tế) và bà Mai Thị Minh Truyền (Phó Trưởng phòng Tài chính - Kế toán, Kế toán trưởng); kỷ luật bằng hình thức khiển trách đối với ông Tôn Thất Toàn (Phó giám đốc) và bà Trương Thị Lan Anh (Trưởng khoa Xét nghiệm - Chẩn đoán hình ảnh - Thăm dò chức năng). Bốn người bị kỷ luật do liên quan đến sai phạm của lãnh đạo CDC Khánh Hoà trong việc mua sắm thiết bị y tế phòng chống dịch COVID-19.

### Đà Nẵng
Chiều ngày 20 tháng 6 năm 2022, Cơ quan cảnh sát điều tra Công an Đà Nẵng phối hợp cùng Viện Kiểm sát nhân dân cùng cấp thực hiện các quyết định tố tụng đối với ông Tôn Thất Thạnh, giám đốc CDC Đà Nẵng về hành vi "tham ô tài sản" theo quy định tại khoản 4, điều 353 Bộ luật Hình sự. Cơ quan cảnh sát điều tra cũng tống đạt quyết định khởi tố bị can và thi hành lệnh bắt tạm giam 4 tháng đối với bà Nguyễn Thị Thanh Nhàn, trưởng khoa xét nghiệm CDC Đà Nẵng. Đồng thời khởi tố bị can và áp dụng biện pháp ngăn chặn "cấm đi khỏi nơi cư trú" đối với bà Lê Thị Kim Chi, nhân viên khoa xét nghiệm CDC Đà Nẵng, cùng về tội danh trên. Theo thông cáo phát chiều 20/10/2022, Ủy ban Kiểm tra Trung ương khai trừ khỏi Đảng ông Thạnh; ông Lê Trung Chinh, Phó bí thư Thành ủy, Bí thư Ban cán sự đảng, Chủ tịch UBND TP Đà Nẵng, bị khiển trách. Cùng bị khiển trách là Ban cán sự đảng UBND TP Đà Nẵng các nhiệm kỳ 2016-2021, 2021-2026 và ông Huỳnh Đức Thơ, nguyên Phó bí thư Thành ủy, nguyên Bí thư Ban cán sự đảng, nguyên Chủ tịch thành phố. Các ông Hồ Kỳ Minh, Ủy viên Ban thường vụ Thành ủy, Phó bí thư Ban cán sự đảng, Phó chủ tịch thường trực thành phố; Trần Văn Miên, nguyên Thành ủy viên, nguyên Ủy viên Ban cán sự đảng, nguyên Phó chủ tịch thành phố; Nguyễn Văn Phụng, Thành ủy viên, Bí thư Đảng ủy, Giám đốc Sở Tài chính cũng bị khiển trách. Bà Ngô Thị Kim Yến, thành ủy viên, Ủy viên Ban cán sự đảng, Phó chủ tịch UBND thành phố, nguyên Bí thư Đảng ủy, nguyên Giám đốc Sở Y tế, bị cảnh cáo.

### Yên Bái
Chiều 25 tháng 6 năm 2022, Cơ quan Cảnh sát điều tra công an tỉnh Yên Bái ra quyết định khởi tố vụ án, khởi tố bị can và lệnh bắt bị can để tạm giam đối với bà Đoàn Thị Hồng Hạnh (Trưởng khoa Xét nghiệm - chẩn đoán hình ảnh - thăm dò chức năng thuộc CDC Yên Bái) để làm rõ hành vi "lợi dụng chức vụ, quyền hạn trong khi thi hành công vụ", quy định tại khoản 2 điều 356 Bộ luật Hình sự.

### Bình Phước
Ngày 30 tháng 6 năm 2022, Cơ quan CSĐT Công an tỉnh Bình Phước phối hợp Viện KSND cùng cấp đã tống đạt quyết định khởi tố bị can, lệnh bắt tạm giam, lệnh khám xét nơi làm việc và nơi ở đối với ông Nguyễn Văn Sáu (nguyên giám đốc CDC Bình Phước, đã bị cách chức ngày 8/4), và ông Lê Thành Bắc (nhân viên khoa Dược CDC Bình Phước).

### Quảng Trị
Sáng ngày 22 tháng 7 năm 2022, Cơ quan Cảnh sát điều tra Công an tỉnh Quảng Trị ra quyết định khởi tố vụ án, khởi tố bị can và ra lệnh tạm giam đối với Lê Quang Việt và Đỗ Đình Phi, là cán bộ Khoa xét nghiệm, chẩn đoán hình ảnh, thăm dò chức năng thuộc Trung tâm Kiểm soát bệnh tật tỉnh Quảng Trị (CDC Quảng Trị) về tội "Tham ô tài sản".

### Ninh Thuận
Ngày 10 tháng 03 năm 2023, cơ quan Công an tỉnh Ninh Thuận ra quyết định tạm giam và bắt giữ ông Ông Dương Bá Dân, Trưởng khoa Dược và Vật tư y tế - CDC Ninh Thuận, cùng Nguyễn Đăng Đức, nhân viên Trung tâm Kiểm soát bệnh tật tỉnh Ninh Thuận về hành vi Vi phạm các quy định về đấu thầu gây hậu quả nghiêm trọng do để xảy ra xay phạm liên quan đến việc phân phối kit test Việt Á. Trong đó, CDC Ninh Thuận mua và đã thanh toán cho Việt Á 13,6 tỷ đồng, mượn nợ chưa thanh toán 56,2 tỷ đồng. Bệnh viện Đa khoa tỉnh đã thanh toán cho công ty này 934 triệu đồng và còn nợ gần 3,6 tỷ đồng.
Liên quan đến các giao dịch trên, ông Dân và Đức đã bị kỷ luật cảnh cáo. Còn giám đốc CDC Ninh Thuận Nguyễn Nhị Linh và Trưởng phòng Kế hoạch – Tài chính Dương Thị Yến Trâm bị kỷ luật với hình thức khiển trách.

## Tại các bệnh viện

### Bệnh viện Đa khoa tỉnh Sơn La
Trưởng khoa dược Bệnh viện Đa khoa tỉnh Sơn La Lò Văn Chiến bị khởi tố, bắt tạm giam về hành vi nhận hối lộ liên quan đến việc đấu thầu mua kit xét nghiệm COVID-19 của Công ty cổ phần Việt Á.
Ủy ban Kiểm tra Tỉnh ủy Sơn La đã quyết định thi hành kỷ luật bằng hình thức khiển trách các đảng viên: Đào Quý Vinh, nguyên Giám đốc Bệnh viện Đa khoa huyện Phù Yên; Nguyễn Trung Kiên, Bí thư Đảng ủy, Giám đốc Bệnh viện Đa khoa huyện Bắc Yên, nguyên Bí thư Đảng ủy, nguyên Phó giám đốc Bệnh viện Đa khoa huyện Phù Yên; Vì Duy Hiệp, Phó bí thư Đảng ủy, Phó giám đốc Bệnh viện Đa khoa huyện Phù Yên do có những khuyết điểm, vi phạm: Thiếu kiểm tra, giám sát đối với Ban Giám đốc bệnh viện Đa khoa tỉnh trong lãnh đạo, chỉ đạo và tổ chức thực hiện gói thầu mua sắm vật tư, hóa chất, sinh phẩm, phương tiện và các trang thiết bị y tế phòng, chống dịch Covid-19; gói thầu mua sắm sinh phẩm, kit xét nghiệm của công ty Cổ phần công nghệ Việt Á do bệnh viện Đa khoa tỉnh làm chủ đầu tư.

### Bệnh viện Đa khoa tỉnh Vĩnh Long
Ông Đoàn Văn Hùng - giám đốc Bệnh viện Đa khoa tỉnh Vĩnh Long - bị khởi tố, bắt tạm giam do liên quan 6 gói thầu mua sắm của Công ty Việt Á. Ngoài ra cơ quan điều tra cũng đã khởi tố bị can, bắt tạm giam Đinh Thị Thanh Chi, 54 tuổi, quyền trưởng khoa dược và Phan Thị Ngọc Thắm, 42 tuổi, kỹ thuật viên trưởng Bệnh viện Đa khoa tỉnh Vĩnh Long.

### Bệnh viện Đa khoa thành phố Thủ Đức
Ngày 15 tháng 1 năm 2022, Cơ quan Cảnh sát Điều tra Công an Thành phố Hồ Chí Minh đã tống đạt quyết định khởi tố vụ án "Vi phạm quy định về đấu thầu gây hậu quả nghiêm trọng", "Đưa hối lộ", "Nhận hối lộ" xảy ra tại Công ty Việt Á, Bệnh viện Thủ Đức và Công ty Trách nhiệm Hữu hạn Thiết kế Xây dựng và dịch vụ Nam Phong. Đồng thời tống đạt quyết định khởi tố bị can, bắt tạm giam Phạm Vũ Phong – Giám đốc Công ty Nam Phong về tội "Vi phạm quy định về đấu thầu gây hậu quả nghiêm trọng", "Đưa hối lộ" và khởi tố Trương Thị Bảo Trân – nhân viên Bệnh viện Thủ Đức về tội "Vi phạm quy định về đấu thầu gây hậu quả nghiêm trọng", "nhận hối lộ", áp dụng biện pháp cấm đi khỏi nơi cư trú Ông Nguyễn Minh Quân với vai trò giám đốc Bệnh viện Thủ Đức, đã phê duyệt kết quả lựa chọn nhà thầu là Công ty CP Việt Á và Công ty Nam Phong mà chưa qua các bước thẩm định, xem xét năng lực... bị Công an TP HCM đề nghị truy tố tội Vi phạm quy định về đấu thầu gây hậu quả nghiêm trọng.

### Bệnh viện Đa khoa tỉnh Phú Thọ
Ngày 27 tháng 5 năm 2022, ông Trần Gia Phú, Phó Giám đốc Trung tâm Xét nghiệm thuộc Bệnh viện Đa khoa tỉnh Phú Thọ bị Cơ quan Cảnh sát điều tra, Công an tỉnh Phú Thọ khởi tố, tạm giam 4 tháng để điều tra về tội Lợi dụng chức vụ quyền hạn trong khi thi hành công vụ, theo khoản 3 điều 356 Bộ luật Hình sự.

### Bệnh viện Đa khoa tỉnh Đồng Tháp
Ngày 1 tháng 6 năm 2022, Trưởng khoa Dược của Bệnh viện đa khoa Đồng Tháp tử vong tại nhà nghi do tự tử, trong bức thư tuyệt mệnh lan truyền trên mạng xã hội có chữ ký ghi tên của nạn nhân, nạn nhân khẳng định "tôi không nhận tiền, quà từ Công ty Việt Á".

### Bệnh viện Đa khoa Hà Đông
Ngày 22 tháng 5 năm 2022, Cơ quan Cảnh sát điều tra, Công an TP Hà Nội ra Quyết định khởi tố vụ án, Quyết định khởi tố bị can đối với 2 bị can là Phó trưởng khoa Dược và Trưởng khoa xét nghiệm của bệnh viện về tội "Vi phạm quy định về hoạt động đấu thầu gây hậu quả nghiêm trọng" vì sai phạm trong hoạt động đấu thầu mua kit test Việt Á.

### Bệnh viện Đa khoa Ba Vì
Ngày 4 tháng 6 năm 2022, Cơ quan Cảnh sát điều tra, Công an TP Hà Nội đã ra Quyết định khởi tố vụ án "Vi phạm quy định về hoạt động đấu thầu gây hậu quả nghiêm trọng" và "Lợi dụng chức vụ, quyền hạn trong khi thi hành công vụ"; đồng thời ra Quyết định khởi tố bị can đối với 4 đối tượng gồm Phó Trưởng phòng vật tư, Phó phòng xét nghiệm và 2 kỹ thuật viên thuộc phòng xét nghiệm thuộc Bệnh viện Đa khoa Ba Vì. Theo cơ quan công an, sau khi Bệnh viện Đa khoa Hà Đông và Bệnh viện Đa khoa Ba Vì thanh toán hợp đồng, Công ty Cổ phần công nghệ Việt Á đã chuyển lại cho một số cán bộ ở mỗi đơn vị trên số tiền khoảng 200 triệu đồng.

### Trung tâm Y tế Thành phố Dĩ An
Chiều 30 tháng 6 năm 2022, bác sĩ Đỗ Việt Hùng (Phó giám đốc Trung tâm y tế TP Dĩ An) và bà Lê Thị Hồng Liên (Trưởng khoa Dược - Trang thiết bị Vật tư y tế) bị Công an tỉnh Bình Dương khởi tố, bắt tạm giam 4 tháng về hành vi Vi phạm quy định về đấu thầu gây hậu quả nghiêm trọng. Công an tỉnh Bình Dương đã thực hiện lệnh khám xét chỗ ở và nơi làm việc của các bị can.Theo điều tra, trong năm 2021, Trung tâm Y tế TP Dĩ An đã mua của Công ty Nam Phong vật tư phục vụ công tác xét nghiệm Covid-19 bằng RT-PCR (do Công ty Cổ phần Công nghệ Việt Á sản xuất) và các vật tư hóa chất bằng hình thức chỉ định thầu. Tổng cộng ba hợp đồng có giá trị hơn 40 tỷ.

### Bệnh viện Việt Nam - Thụy Điển Uông Bí
Ngày 1 tháng 7 năm 2022, Ủy ban Kiểm tra Tỉnh ủy Quảng Ninh quyết định thi hành kỷ luật bằng hình thức cảnh cáo đối với Đảng ủy Bệnh viện Việt Nam - Thụy Điển Uông Bí nhiệm kỳ 2015 - 2020 và nhiệm kỳ 2020 - 2025. Việc kỷ luật là do Đảng ủy Bệnh viện 2 nhiệm kỳ đã thiếu trách nhiệm, vi phạm quy chế làm việc, nguyên tắc tập trung dân chủ; buông lỏng lãnh đạo, chỉ đạo, thiếu kiểm tra, giám sát để xảy ra vi phạm trong việc xây dựng dự toán, giá kế hoạch mua sắm, giá gói thầu trong kế hoạch đấu thầu, lựa chọn nhà thầu và thực hiện hợp đồng mua sắm vật tư y tế, sinh phẩm, kit xét nghiệm, trong đó có việc đấu thầu, mua sắm kit của Việt Á.
Ngoài ra, Ủy ban Kiểm tra Tỉnh ủy cũng quyết định thi hành kỷ luật bằng hình thức cảnh cáo đối với ông Trần Viết Tiệp (bí thư Đảng ủy, giám đốc bệnh viện) và ông Lê Đức Điệp (phó bí thư Đảng ủy, chủ nhiệm Ủy ban kiểm tra Đảng ủy, phó giám đốc bệnh viện); khai trừ ra khỏi Đảng đối với bà Nguyễn Thị Thu Hà (trưởng khoa hóa sinh); thi hành kỷ luật bằng hình thức cách chức chi ủy viên đối với bà Nguyễn Thị Lan (chi ủy viên Chi bộ kế hoạch - điều dưỡng - quản lý chất lượng, phó trưởng phòng kế hoạch tổng hợp); khiển trách bà Nguyễn Thị Hồng Hoa (đảng ủy viên, phó giám đốc bệnh viện).

### Bệnh viện đa khoa Cần Thơ
Ngày 06 tháng 03 năm 2023, Cơ quan cảnh sát điều tra Công an TP Cần Thơ tống đạt quyết định khởi tố bị can Đỗ Thị Yến Phương (33 tuổi) và Phạm Ngọc Thùy (36 tuổi), nhân viên Bệnh viện Đa khoa TP Cần Thơ về tội "lạm dụng chức vụ, quyền hạn chiếm đoạt tài sản". Cả hai cùng là nhân viên xét nghiệm sinh học phân tử, thuộc khoa xét nghiệm Bệnh viện Đa khoa TP Cần Thơ và bị khởi tố vì câu kết với công ty Việt Á lập khống, chiếm đoạt khoảng 800 triệu đồng của bệnh viện.
Ngày 7 tháng 7 năm 2023, Cơ quan cảnh sát điều tra đã khởi tố bị can, khám xét nơi ở của ông Trần Tiến Lực (36 tuổi, ngụ phường An Khánh, quận Ninh Kiều, TP Cần Thơ) để điều tra hành vi "lạm dụng chức vụ, quyền hạn chiếm đoạt tài sản" do có liên quan đến vụ Việt Á.

### Bệnh viện Đa khoa Thành phố Thủ Đức
Ngày 17 tháng 05 năm 2023, Cơ quan Cảnh sát Điều tra, Công an TP.HCM cho biết đã ban hành kết luận điều tra vụ án "vi phạm quy định về đấu thầu gây hậu quả nghiêm trọng", "đưa hối lộ", "nhận hối lộ", xảy ra tại Bệnh viện Thành phố Thủ Đức. Công an TP.HCM đề nghị Viện Kiểm sát nhân dân TP.HCM truy tố 3 bị can gồm: ông Nguyễn Minh Quân (cựu Giám đốc Bệnh viện Thành phố Thủ Đức) về tội "vi phạm quy định về đấu thầu gây hậu quả nghiêm trọng".
Bị can Phạm Vũ Phong (cựu Giám đốc Công ty Nam Phong) bị đề nghị truy tố về 2 tội "vi phạm quy định về đấu thầu gây hậu quả nghiêm trọng", và "đưa hối lộ". Đề nghị truy tố bị can Trương Thị Bảo Trân (cựu nhân viên phòng Vật tư trang thiết bị y tế, Bệnh viện Thành phố Thủ Đức) về 2 tội "vi phạm quy định về đấu thầu gây hậu quả nghiêm trọng", "nhận hối lộ". Theo kết luận điều tra, bị can Nguyễn Minh Quân và đồng phạm đã gây thiệt hại cho Bệnh viện TP Thủ Đức gần 8 tỉ đồng.

## Các đơn vị liên quan

### Bộ Khoa học và Công nghệ
Về phía Bộ Khoa học và Công nghệ (Bộ KH&CN), Ban cán sự Đảng, lãnh đạo Bộ này đã thiếu trách nhiệm, buông lỏng, thiếu kiểm tra, để một số cán bộ vi phạm quy định của Đảng, pháp luật Nhà nước trong việc phê duyệt, giao tổ chức thực hiện, ký hợp đồng, đánh giá, nghiệm thu, chuyển giao, quản lý, kiểm tra, giám sát, thanh quyết toán kinh phí thực hiện đề tài khoa học nghiên cứu chế tạo bộ sinh phẩm xét nghiệm COVID-19 của Học viện Quân y. Cùng với đó là các vi phạm trong công tác truyền thông, xác nhận và đề nghị khen thưởng đối với Học viện Quân y, Công ty Việt Á...
Trong những cá nhân phải chịu trách nhiệm, người từng giữ cương vị cao nhất tại Bộ KH&CN là ông Chu Ngọc Anh (nguyên bộ trưởng, hiện là Chủ tịch UBND thành phố Hà Nội), ngoài ra còn có ông Phạm Công Tạc (thứ trưởng).
Bộ Công an đã khởi tố, bắt tạm giam ông Trịnh Thanh Hùng, Phó Vụ trưởng Vụ Khoa học và công nghệ các ngành kinh tế kỹ thuật, Bộ KH&CN, về tội lợi dụng chức vụ quyền hạn trong khi thi hành công vụ.

### Bộ Y tế
Về phía Bộ Y tế, Ban cán sự đảng, lãnh đạo đơn vị này thiếu trách nhiệm, buông lỏng lãnh đạo, thiếu kiểm tra, để một số cán bộ vi phạm quy định của Đảng, pháp luật Nhà nước trong việc đánh giá chuyên môn, kiểm tra, giám sát; cấp phép, cấp số đăng ký lưu hành; hiệp thương giá và mua sắm bộ sinh phẩm xét nghiệm COVID-19 của Công ty Việt Á.
Trong số những cá nhân phải chịu trách nhiệm, người giữ cương vị cao nhất tại Bộ Y tế là ông Nguyễn Thanh Long (bộ trưởng), ngoài ra còn có ông Nguyễn Trường Sơn (thứ trưởng).
Đến nay, công an đã khởi tố, bắt tạm giam ông Nguyễn Minh Tuấn (cựu Vụ trưởng Vụ Trang thiết bị và công trình y tế) và ông Nguyễn Nam Liên (Vụ trưởng Vụ Kế hoạch tài chính, Bộ Y tế) , ông Nguyễn Huỳnh, Phó Trưởng phòng Quản lý giá, Cục Quản lý Dược  cùng về tội lợi dụng chức vụ quyền hạn trong khi thi hành công vụ.
Ngày 6 tháng 6 năm 2022, Ban Chấp hành Trung ương Đảng quyết định khai trừ Đảng đối với bộ trưởng Nguyễn Thanh Long cùng với ông Chu Ngọc Anh (Chủ tịch Ủy ban nhân dân thành phố Hà Nội).
Cơ quan Cảnh sát điều tra Bộ Công an vào ngày 30 tháng 11 năm 2022 thông báo việc khởi tố và bắt tạm giam đối với ông Nguyễn Văn Trịnh – Trợ lý Phó thủ tướng Vũ Đức Đam. Ông này đã được bổ nhiệm làm Trợ lý cho Phó thủ tướng từ tháng 12 năm 2018. Ông Trịnh bị cáo buộc "đã lợi dụng vị trí công tác can thiệp, tác động các đơn vị, cá nhân có trách nhiệm tại Bộ Y tế để Công ty Việt Á được cấp số đăng ký lưu hành Kit xét nghiệm COVID-19 trái quy định pháp luật, giúp Công ty Việt Á tiêu thụ sản phẩm Kit xét nghiệm COVID-19 tại các đơn vị, địa phương, gây thiệt hại đặc biệt nghiêm trọng tài sản Nhà nước."  Vào ngày 16 tháng 12, ông Trịnh bị khai trừ khỏi Đảng Cộng sản Việt Nam với lý do suy thoái về tư tưởng, chính trị, nhận hối lộ.

### Hải quan
Ngày 31 tháng 3 năm 2022, Ủy ban Kiểm tra Trung ương kỷ luật cảnh cáo các ông: Nguyễn Hùng Anh, Cục trưởng Cục Điều tra chống buôn lậu; ông Nguyễn Phi Hùng, nguyên Cục trưởng Cục Điều tra chống buôn lậu; Nguyễn Văn Ổn, Phó Cục trưởng Cục Điều tra chống buôn lậu, Tổng cục Hải quan . Tuy nhiên chưa có kết luận các vụ việc này liên quan như thế nào đến vụ án Việt Á.

### Công an
Hai cựu cán bộ Cục Cảnh sát điều tra tội phạm về tham nhũng, kinh tế, buôn lậu (C03) nhận 3,7 triệu USD hứa "chạy án" cho giám đốc Bệnh viện Thủ Đức Nguyễn Minh Quân. Bùi Trung Kiên, cựu cán bộ Phòng 6 thuộc C03, bị đề nghị mức án 9-10 năm tù về tội lừa đảo chiếm đoạt tài sản.  Lê Thanh An, cựu cán bộ Phòng 5 thuộc C03, bị đề nghị 6-7 năm tù; Nguyễn Ngọc Triệu, cựu Ủy viên Hội đồng Trị sự Giáo hội Phật giáo Việt Nam, cựu sư trụ trì chùa Nôm (Hưng Yên), bị đề nghị 4-5 năm tù; Trần Văn Long, cựu Tổng Giám đốc Công ty Cổ phần Truyền thông du lịch Việt, bị đề nghị 3-4 năm tù; Bùi Thị Hồng Giang, luật sư, bị đề nghị 6-7 năm tù; Hà Duy Tuấn, chủ tịch Hội đồng tư vấn Công ty Cổ phần Đầu tư Long Thịnh, bị đề nghị 8-9 năm tù... cùng về tội môi giới hối lộ.

### Truyền thông
Có nhiều cơ quan truyền thông có biểu hiện tiếp sức cho sai phạm của Việt Á, tuy nhiên cho đến thời điểm tháng 6 năm 2022, chưa có vụ việc nào được xử lý chính thức.

## Hệ quả
Ngày 17 tháng 6 năm 2022, trong một thông báo đăng trên website, Bộ Y tế Việt Nam thừa nhận một trong những nguyên nhân chính dẫn đến tình trạng thiếu thuốc, vật tư y tế là do "tâm lý lo ngại, sợ sai, sợ được thanh tra, kiểm tra, do vậy không dám làm, không dám đấu thầu, mua sắm của một số địa phương và đơn vị".
Về ảnh hưởng đến người dân Việt Nam, người dân đã phải sử dụng kit đội giá lên đến 45% và vẫn chưa biết chất lượng của nó có bảo đảm hay không, vì kit xét nghiệm của Việt Á đã bị WHO loại ngay ở vòng hồ sơ từ tháng 10 năm 2020.

## Phủ định
Ngày 4 tháng 2 năm 2023, Văn phòng Chủ tịch nước đã tổ chức lễ bàn giao công tác giữa nguyên Chủ tịch nước Nguyễn Xuân Phúc với Quyền Chủ tịch nước Võ Thị Ánh Xuân. Phát biểu tại buổi lễ, ông đã cho biết thêm thông tin về vụ án Việt Á:
"Gia đình tôi, vợ, các con tôi không tư lợi, tham nhũng liên quan đến Việt Á, chưa bao giờ gặp Giám đốc Việt Á. Điều này đã được Ủy ban Kiểm tra Trung ương kết luận rõ ràng.",
 Trước đó, ngày 20 tháng 1, Tiến sĩ Lê Hồng Hiệp nhà nghiên cứu cao cấp về chính trị thuộc Viện Nghiên cứu Đông Nam Á (ISEAS) ở Singapore phát biểu với đài CNA rằng: "Tôi nghĩ lý do chính là vợ ông ta và một số thành viên trong gia đình ông bị cáo buộc dính líu đến một số vụ bê bối tham nhũng.Trong các tuyên bố chính thức, Đảng không đề cập đến những vấn đề tham nhũng vì tôi nghĩ Đảng muốn giữ thể diện cho ông ấy và để bảo vệ danh tiếng lẫn hình ảnh của Đảng," 

## Nhận xét
PGS.TS Nguyễn Quốc Dũng – Giám đốc Học viện Chính trị khu vực II cho rằng, đại dịch COVID-19 nói chung, vụ án Việt Á nói riêng chính là phép thử đối với công tác chống tham nhũng cũng như công tác cán bộ, và phép thử ấy đã làm một số cán bộ, công chức lãnh đạo ngành y "gục ngã" trước những "viên đạn bọc đường". Vụ án cũng chính là bài học đau xót cần phải rút kinh nghiệm sâu sắc để làm sao thời gian tới bố trí cán bộ lãnh đạo trúng hơn, đúng hơn.
Theo PGS.TS Lê Văn Cương, nguyên Viện trưởng Viện Nghiên cứu chiến lược, thuộc Bộ Công an cho rằng: "[...] Việc phân tích hàng loạt vụ đại án tham nhũng trong thời gian vừa qua, gần đây nhất là vụ Việt Á, cho thấy hệ thống giám sát quyền lực của chúng ta có thể đầy đủ, từ thanh tra, kiểm tra, nội chính, tổ chức cán bộ, nội vụ... song hệ thống này hoạt động chưa tốt, còn lỏng lẻo, sơ hở.".
Theo Giáo sư Hoàng Chí Bảo, nguyên Ủy viên Hội đồng Lý luận Trung ương, vụ Việt Á có biểu hiện rất tinh vi, phức tạp. "Bằng các thủ đoạn, Công ty Việt Á đã câu kết, thao túng được cả khu vực nhà nước, dẫn đến hiện tượng rất lo ngại đó là cán bộ thoái hóa, bị vật chất và đồng tiền mua chuộc"

### Lũng đoạn nhà nước
Theo Thiếu tướng Nguyễn Mai Bộ, nguyên Phó Chánh án Tòa án Quân sự Trung ương, được truyền thông Việt Nam dẫn lời trong các bài viết về vụ việc vào ngày 11 tháng 1 năm 2022, những kẻ chủ mưu trong vụ việc này vẫn còn lẩn khuất. Những người bị khởi tố trong vụ án cho đến lúc này chỉ là những kẻ thực hành, giúp sức.
Theo tiến sĩ Nguyễn Đức Thành, Giám đốc Trung tâm Nghiên cứu Kinh tế và Chiến lược Việt Nam, vụ kit xét nghiệm Việt Á có dấu hiệu 'lũng đoạn nhà nước' được chuẩn bị công phu.
Nguyễn Khắc Giang, một nhà nghiên cứu tại Đại học Victoria ở Wellington, cho biết vụ bê bối của Việt Á là "một ví dụ kinh điển về lũng đoạn nhà nước". Ông nói: "Họ có một công ty tư nhân cấu kết với các cơ quan nhà nước và các quan chức nhà nước rất cao cấp để thao túng chính sách của nhà nước, đó là "zero COVID". Và sau đó họ có độc quyền cung cấp các bộ thử nghiệm trên khắp đất nước 100 triệu dân, thu lợi một con số khổng lồ.

### Thiếu công khai, minh bạch
Theo ông Hoàng Văn Cường, Đại biểu Quốc hội đoàn Hà Nội: "Nếu nhìn lại tất cả những vụ án tham nhũng, từ việc đặt máy xét nghiệm trong bệnh viện, mua bán đấu thầu thiết bị y tế, việc mua bán tài sản công hoặc kể cả mua bán vụ Mobifone... có một điều giống nhau là không được minh bạch, không được công khai, không được thông tin để cho người dân biết."
| “                 | Tôi ví dụ như vụ kit test của Việt Á. Nếu thực hiện dân chủ ở cơ sở, công khai thông tin là Nhà nước phải mua của Việt Á một kit test với giá như thế và hải quan cũng công khai thông tin là hàng tháng Việt Á đã nhập kit test từ Trung Quốc về bao nhiêu, với giá là 0,955 USD/kit test thì chắc chắn chúng ta sẽ không để cho các địa phương, các CDC các tỉnh người ta phải mua với giá như giá của Việt Á bán và sẽ không xảy ra tình trạng hàng loạt vi phạm như thời gian vừa qua" | ” |
| — Hoàng Văn Cường | |   |

### Vấn đề tham nhũng
Theo Tiến sĩ Nguyễn Hồng Hải, nghiên cứu viên tại Trung tâm Tương lai Chính sách thuộc Đại học Queensland, "Chưa bao giờ trong lịch sử Đảng Cộng sản Việt Nam lại có nhiều quan chức bị bắt và bị kết tội tham nhũng như vậy." Theo ông, hàng trăm quan chức, bao gồm hàng chục Ủy viên Ban chấp hành Trung ương Đảng và thậm chí cả ủy viên Bộ Chính trị, đã bị bắt và truy tố trong những năm đây.
Những vụ án này được chỉ đạo bởi Tổng Bí thư Đảng Cộng sản Việt Nam Nguyễn Phú Trọng, người đã phát động chiến dịch đốt lò chống tham nhũng vào năm 2016. Đây được cho là biểu tượng cho cam kết của đảng trong việc loại bỏ tình trạng tham nhũng, nói thêm rằng đảng coi tham nhũng là mối đe dọa đối với sự tồn vong của chế độ.
Theo ông Nguyễn Khắc Giang, một nhà nghiên cứu tại Đại học Victoria ở Wellington: "Vụ việc này đã làm xói mòn lòng tin của nhiều người dân Việt Nam đối với chính phủ vì mọi người đã đặt niềm tin vào phương pháp COVID-zero." Chính phủ tiếp tục thử nghiệm và triển khai mà không đặt câu hỏi về hiệu quả của các biện pháp đó, nhưng sau đó thì nhận ra rằng nó thực sự không phục vụ phúc lợi chung của người dân Việt Nam, mà thực sự phục vụ cho một số rất ít giới tinh hoa và quan chức nhà nước để làm giàu cho túi tiền của họ.
Theo Tiến sĩ Hải thì việc khởi tố nhanh chóng đối với những người được cho là đã liên quan đến vụ bê bối là một cách để chính phủ chứng minh rằng họ đã nghiên cứu và xem xét vấn đề này một cách nghiêm túc, tuy nhiên theo ông Nguyễn Khác Giang thì đây còn có yếu tố tìm người để đổ lỗi. Ông nói: "Bây giờ là lúc để tìm ai đó chịu trách nhiệm cho tất cả mớ hỗn độn của việc không thể chuyển chiến lược từ Zero COVID sang chính sách 'sống với COVID'. Tôi nghĩ đó là một cách để chính phủ hợp pháp hóa chính mình trong mắt công chúng." Cả hai đều cho rằng chính phủ Việt Nam sẽ không thể giải quyết được vấn đề tham nhũng nếu không giải quyết được những vấn đề trong hệ thống, như việc thiếu các cơ cấu, tổ chức độc lập.
Đại biểu Quốc hội Trần Quốc Tuấn (đoàn Trà Vinh) phát biểu tại hội trường Quốc hội:
| “                | Muốn tiếp cận ở góc nhìn khác, rộng hơn để nhìn toàn diện về vụ Việt Á, bởi vụ án không chỉ dừng lại ở việc gây thất thoát, lãng phí kinh phí, tài sản công mà còn làm thất thoát, lãng phí loại tài sản khác có giá trị quý giá, quan trọng hơn - "lãng phí niềm tin của nhân dân". "Họ vô cảm trước nỗi mất mát của chính đồng bào mình, biến mình thành những con thiêu thân lao vào đống lửa đầy tiền, trong số đó có cả những người có học hàm, học vị, những giáo sư, bác sĩ. "Chỉ mới đây thôi chính họ là những người được tôn vinh, có người còn được trao tặng Huân chương Lao động, nhưng chớp mắt một cơn đại dịch đi qua, họ trở thành phạm nhân vì những đồng tiền lót tay đầy tinh vi, đầy mưu hèn, kế bẩn của Việt Á. Họ đã làm hoen ố chiếc áo màu blouse trắng thanh tao đang khoác trên người và lãng phí niềm tin của nhân dân". | ” |
| — Trần Quốc Tuấn | |   |

## Trong văn hóa đại chúng
Vụ án là nguồn cảm hứng cho Đấu trí, một bộ phim truyền hình được thực hiện bởi Trung tâm Phim truyền hình Việt Nam, Đài Truyền hình Việt Nam cùng Bộ Công an do Nguyễn Danh Dũng, Bùi Quốc Việt và Nguyễn Đức Hiếu đồng đạo diễn.